# Édouard Manet
Édouard Manet (23 de gener de 1832 - 30 d'abril de 1883) fou un cèlebre pintor francès, un dels iniciadors de l'impressionisme.

## Biografia

### Els inicis
Nascut en el si d'una família tradicional, Manet va deixar aviat la carrera naval per dedicar-se a la pintura. La seva carrera artística va començar cap a 1850 en l'estudi de Thomas Couture, on va estar durant gairebé sis anys i, al mateix temps, va poder copiar en el Louvre quadres de Tiziano, Rembrandt, Velázquez, Goya, Delacroix, Courbet i Daumier, entre d'altres.
De Couture, va aprendre que per a ser un gran mestre cal escoltar els ensenyaments dels qui ho han estat en el passat, per exemple; però, per desgràcia, el professor era un antirealista fanàtic i convençut. Enfurit per les mofes que Manet feia pel que fa al Premi de Roma, Couture li va dir que mai arribaria a ser altra cosa que el Théodore Rousseau de la seva època.
Després d'això, Manet va fer la seva pròpia síntesi personal de la història de la pintura i del que podia aprendre veient gravats japonesos. I és que el pintor va ser sempre un estrany eclèctic. En aquest sentit, de jove, sense arribar a considerar-se un innovador, Manet tractava de fer coses noves: buscava crear un tipus lliure de composició, que estaria, no obstant això, tan hermèticament organitzada en la seva superfície com els quadres de Velázquez.

### Viatges per Europa
Entre 1853 i 1856 Manet es va dedicar a viatjar per Itàlia, els Països Baixos, Alemanya i Àustria, copiant els grans mestres.
El 1859 va presentar per primera vegada al Saló el seu Bevedor d'absenta, un quadre que permetia sense problemes endevinar la seva adoració per Frans Hals, però que va provocar una turbulenta reacció entre el públic i en el jurat, inexplicable sens dubte per a un Manet que durant tota la seva vida l'única cosa que va buscar va ser l'èxit dintre de la respectabilitat.
En els anys seixanta, no obstant això, la seva pintura de tema espanyol, tant de moda en aquells dies a França, va ser acollida bastant bé i el 1861 el Saló accepta per primera vegada un quadre seu, el Guitarrista espanyol.

## El dinar campestre

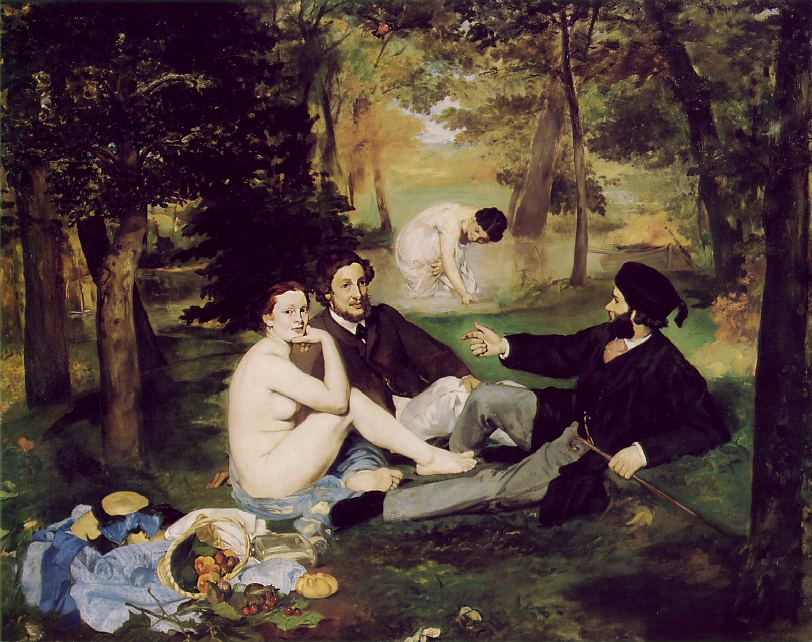
El dinar campestre, pintat el 1862

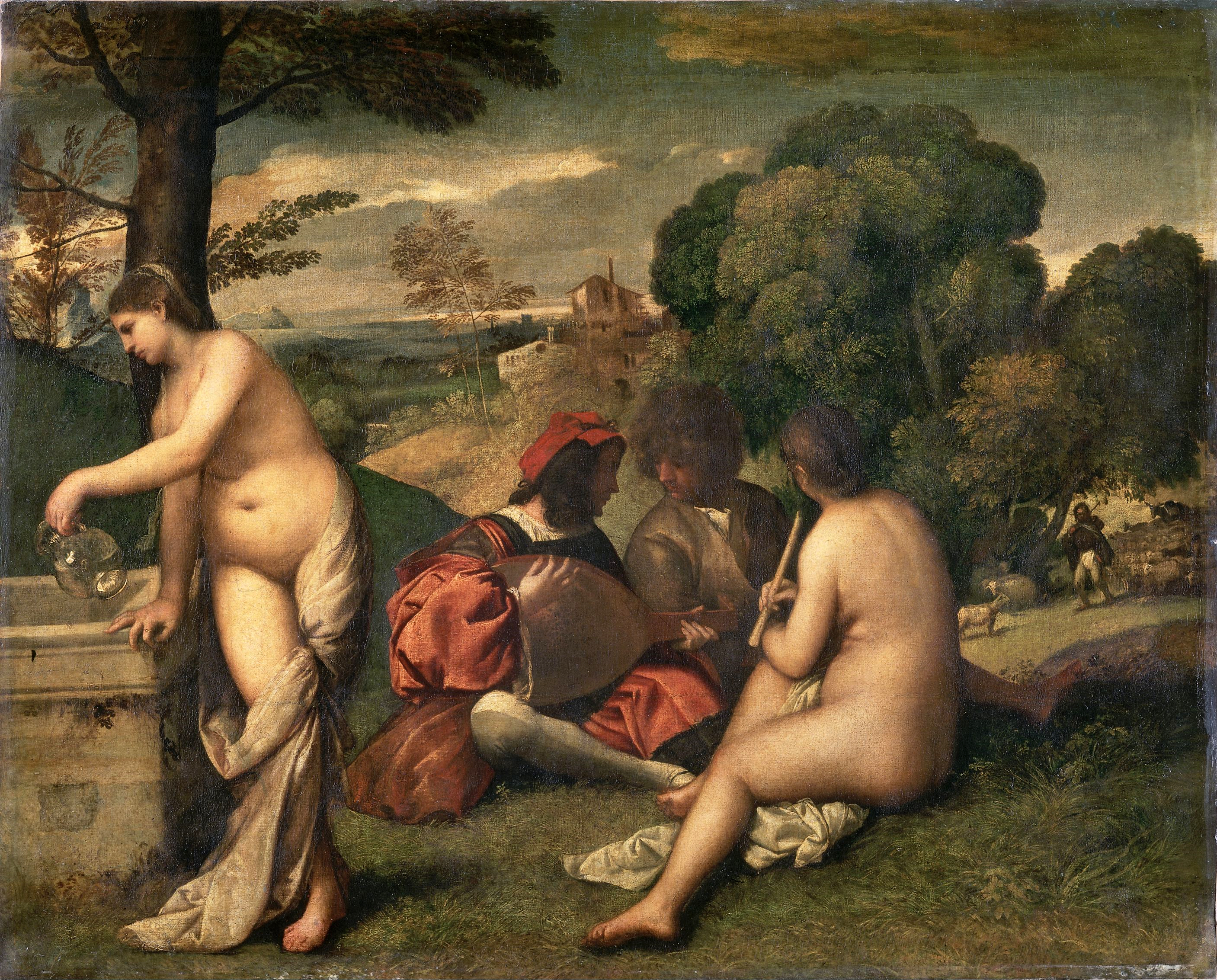
Festa campestre, de Giorgione, obra en què es va inspirar Manet per fer el seu Dinar campestre

En realitat, Manet mai va ser un impressionista en el sentit estricte de la paraula. Per exemple, mai va exposar amb el grup i mai va deixar d'acudir als salons oficials, encara que el rebutgessin. Els seus objectius no eren compatibles amb els dels impressionistes, per molt que es respectessin mútuament.
El to general de l'obra de Manet no és el d'un pintor radical del camp únicament preocupat pel món visual. Ell és un cavaller que s'ajusta al concepte vuitcentista de dandi: un observador distant, refinat, que contempla des d'una elegant distància l'espectacle que l'envolta.
Des d'aquest punt de vista, Manet conclou el que serà, sens dubte, un dels seus quadres més escandalosos, rebutjat en el Saló de París de 1863 i exposat al Saló dels Rebutjats, El dinar campestre. El repte plantejava una realitat contemporània, els banyistes del Sena, i l'escena estava reformulada en el llenguatge dels vells mestres (el quadre està clarament inspirat en la Festa campestre de Giorgione), competint amb ells i, al mateix temps, subratllant-ne les diferències.
Les escenes amb el tema de l'oci en el camp estaven ja molt arrelades en l'art occidental i abundaven tant en les il·lustracions populars com en l'art acadèmic, però el quadre de Manet pertany a un ordre distint, desconcertant per l'evident immediatesa amb què s'enfronta a l'espectador.
Aquest quadre va obtenir la repulsa unànime del públic i la crítica. Només el van acceptar i comprendre els seus companys, els joves pintors del moment. El que va escandalitzar no va ser el nu en si, sinó la manera de presentació amb vestimentes modernes i un cos femení vulgar, lluny de la perfecció.
Els crítics d'avui en dia diuen que amb aquesta actitud es va fer evident la hipocresia moral de l'època. El crític tradicionalista Ernest Chesneau (que anys després seria el major entusiasta de l'obra de Manet) va escriure el següent: 
| « | "El senyor Manet tindrà talent el dia que aprengui dibuix i perspectiva; tindrà gust el dia que renunciï als temes que escull amb la intenció de l'escàndol... No podem considerar com una obra perfectament casta asseure en el bosc, envoltada d'estudiants amb boina i vestit, una jove vestida solament amb l'ombra de les fulles... El senyor Manet vol arribar a la celebritat sorprenent els burgesos." | » |

No obstant això, malgrat l'aparent unitat del grup, cada figura és una entitat separada, esbalaïda en la seva pròpia actitud o meditació, de manera que cap mena de connexió narrativa pot explicar el conjunt. I aquesta sensació de ruptura fa que el quadre sembli desintegrar-se en una espècie de collage de parts independents que només per un instant s'agrupen gràcies a la seva semblança, prestada, amb l'ordre renaixentista.

## Olympia

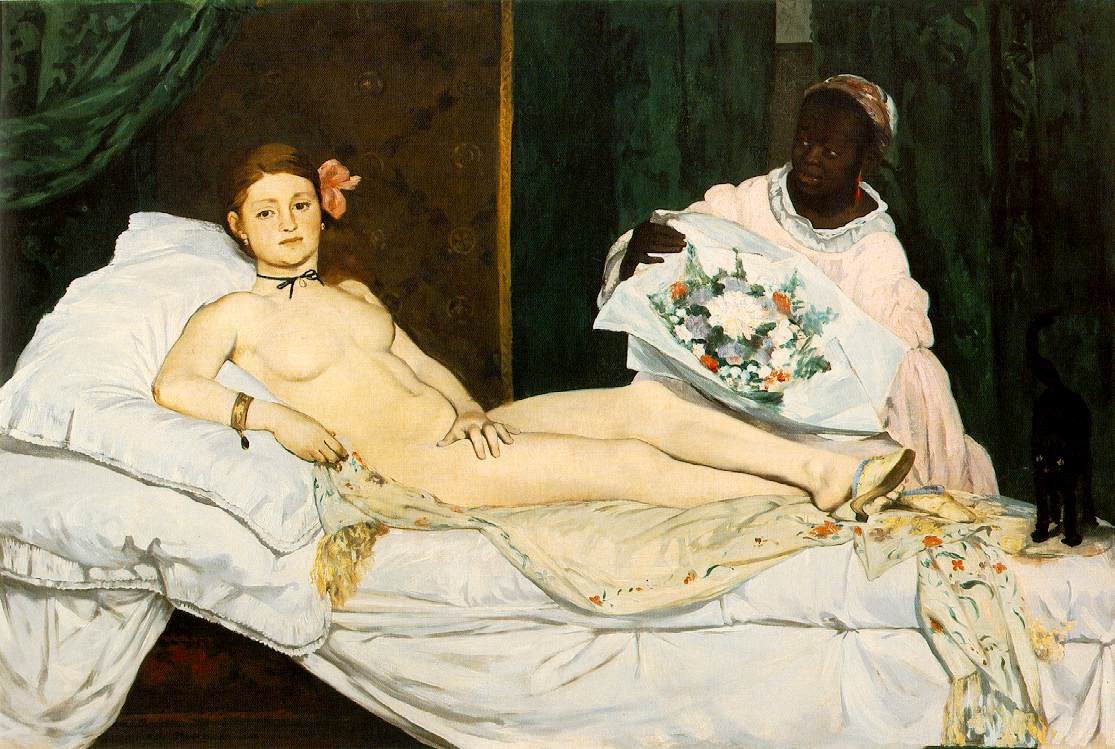
Olympia, de Manet, 1863

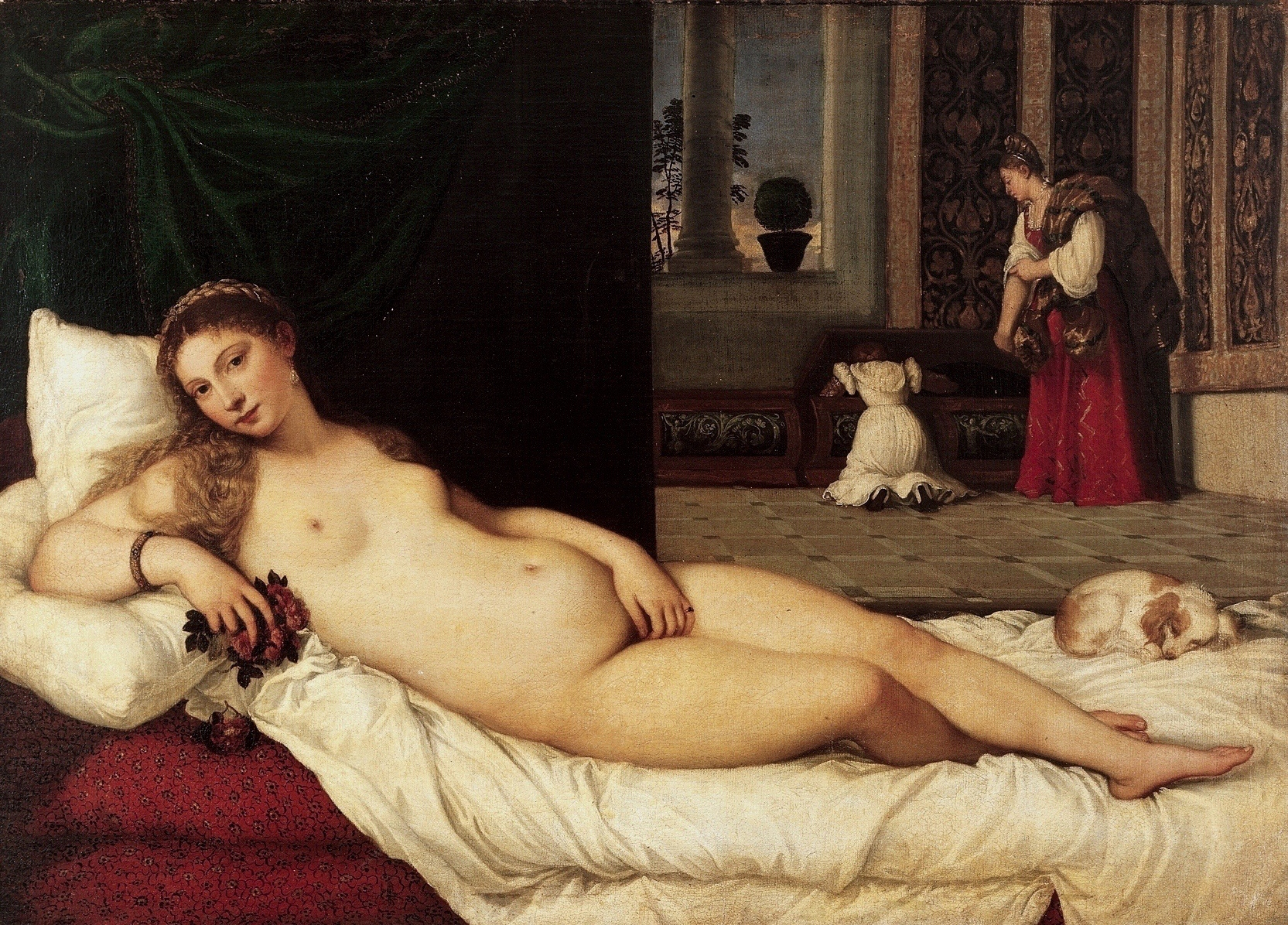
Venus d'Urbino, de Ticià

Però més escandalosa encara va ser Olympia, pintada el 1863 però no presentada al Saló fins a 1865, on també va ser rebutjada.
Entre les raons per les quals aquest quadre va resultar xocant no són les menys importants el fet no sols que és una clara paròdia d'una obra renaixentista (La Venus d'Urbino de Ticià), sinó també una flagrant descripció dels hàbits sexuals moderns. Manet hi substituïx una dea veneciana de l'amor i la bellesa per una refinada prostituta parisenca. Però el que realment va desconcertar els crítics de l'època és que Manet no la sentimentalitza ni la idealitza, i Olímpia no sembla ni avergonyida ni insatisfeta amb el seu treball. No és una figura exòtica o pintoresca. És una dona de carn i os, presentada amb una il·luminació enlluernadora i frontal, sobre la qual el pintor mostra un pertorbador distanciament que no li permet moralitzar sobre ella.
Ambdues obres van entusiasmar els pintors més joves pel que suposaven d'observació directa de la vida contemporània, per la seva naturalitat i per la seva emancipació tècnica, i Manet es va convertir així, gairebé sense voler-ho, en el personatge principal del grup que es reunia en el cafè Guerbois, el bressol de l'impressionisme. El 1867, cap a l'època de la Segona Exposició Universal a París, Manet, molt descoratjat per la seva mala rebuda en el Saló oficial, va decidir seguir l'exemple de Courbet uns anys abans i va disposar, amb els seus propis diners, un pavelló on va presentar a prop de cinquanta obres sense, per descomptat, gens d'èxit de públic.
És molt probable que el seu amic Zola l'ajudés en el pròleg del catàleg perquè, de fet, per a la seva pintura durant tota la dècada de 1860, Manet va comptar amb el suport escrit de Zola des del seu lloc de crític d'art per a la revista setmanal L'Evenement. Sota aquestes circumstàncies, Manet va pintar un retrat d'ell el 1867-68, alhora estrany i programàtic.
Cap pintor del grup impressionista ha estat tan discutit com Manet. Per a alguns, va ser el pintor més pur que hi ha hagut mai, indiferent davant els objectes que pintava, tret d'excuses neutres per a situar un contrast de línies i ombres. Per a d'altres, va construir simbòlics criptogrames en els quals tot pot ser desxifrat segons una clau secreta, però intel·ligible. Per a alguns, Manet va ser el primer pintor genuïnament modern, que va alliberar l'art de les seves mimètiques tasques. Per a d'altres, va ser l'últim gran pintor dels vells mestres, massa arrelat en una multitud de referències historicoartístiques.
Alguns creuen encara que va ser un pintor de tècnica deficient, completament incapaç d'aconseguir una coherència espacial o compositiva. Uns altres pensen que van ser precisament aquests defectes els que van constituir la seva deliberada contribució a les dràstiques i enormement fructíferes transformacions que va introduir en l'estructura pictòrica.

## Algunes obres destacades
- El cantant espanyol, 1860
- El dinar campestre, 1862
- Olympia, 1863
- L'afusellament de Maximilià, 1867

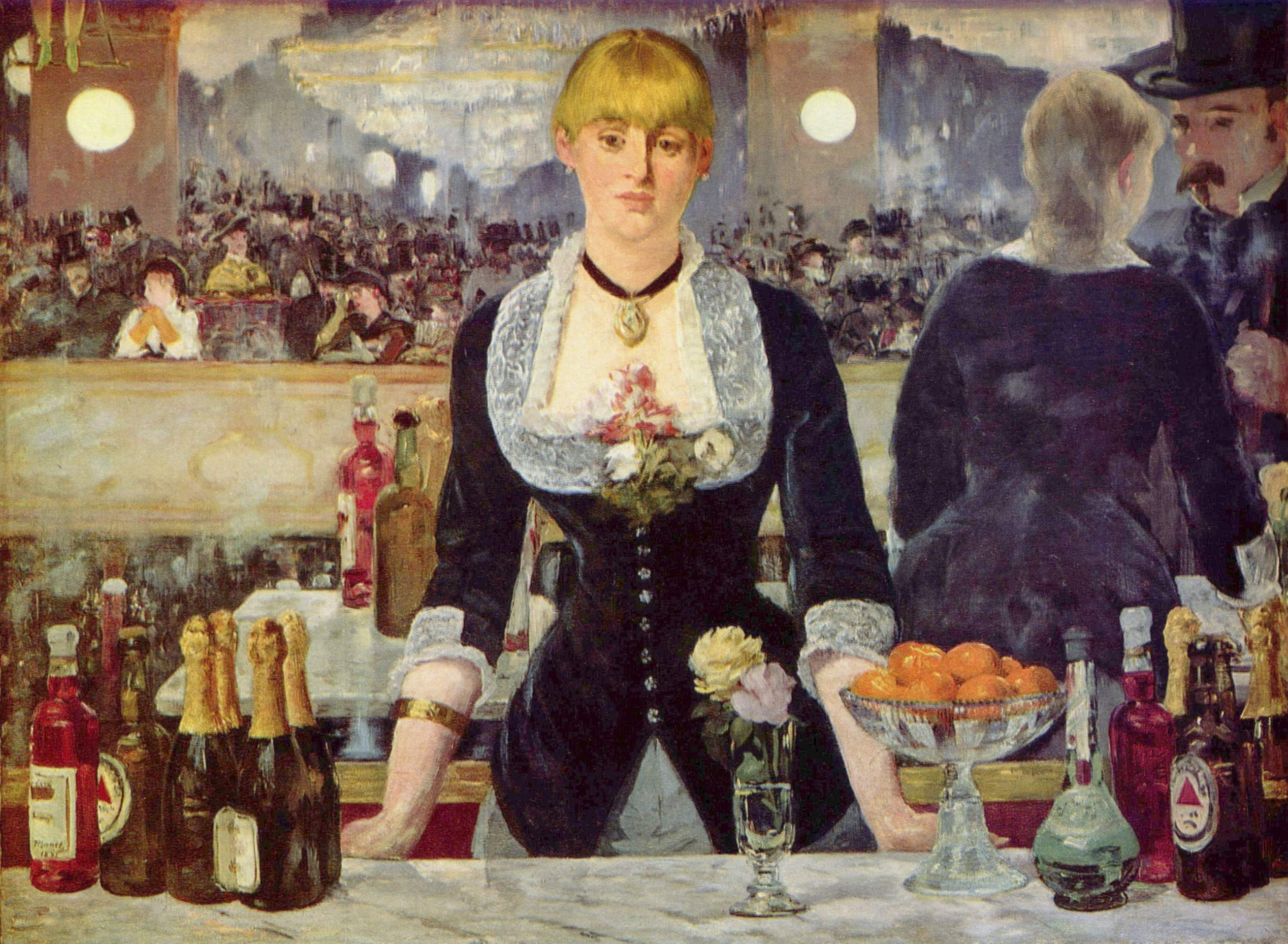
El bar del Folies Bergère, 1882

- Clar de lluna sobre el port de Boulogne, 1868
- El balcó, 1869
- Al cafè, 1878 (Museu Oskar Reinhart)
- El bar del Folies Bergère, 1882

## Llegat
La carrera pública de Manet va durar des del 1861, any de la seva primera participació al Saló, fins a la seva mort el 1883. Les seves obres actuals conegudes, catalogades el 1975 per Denis Rouart i Daniel Wildenstein, inclouen 430 pintures a l'oli, 89 pastels i més de 400 obres sobre paper.

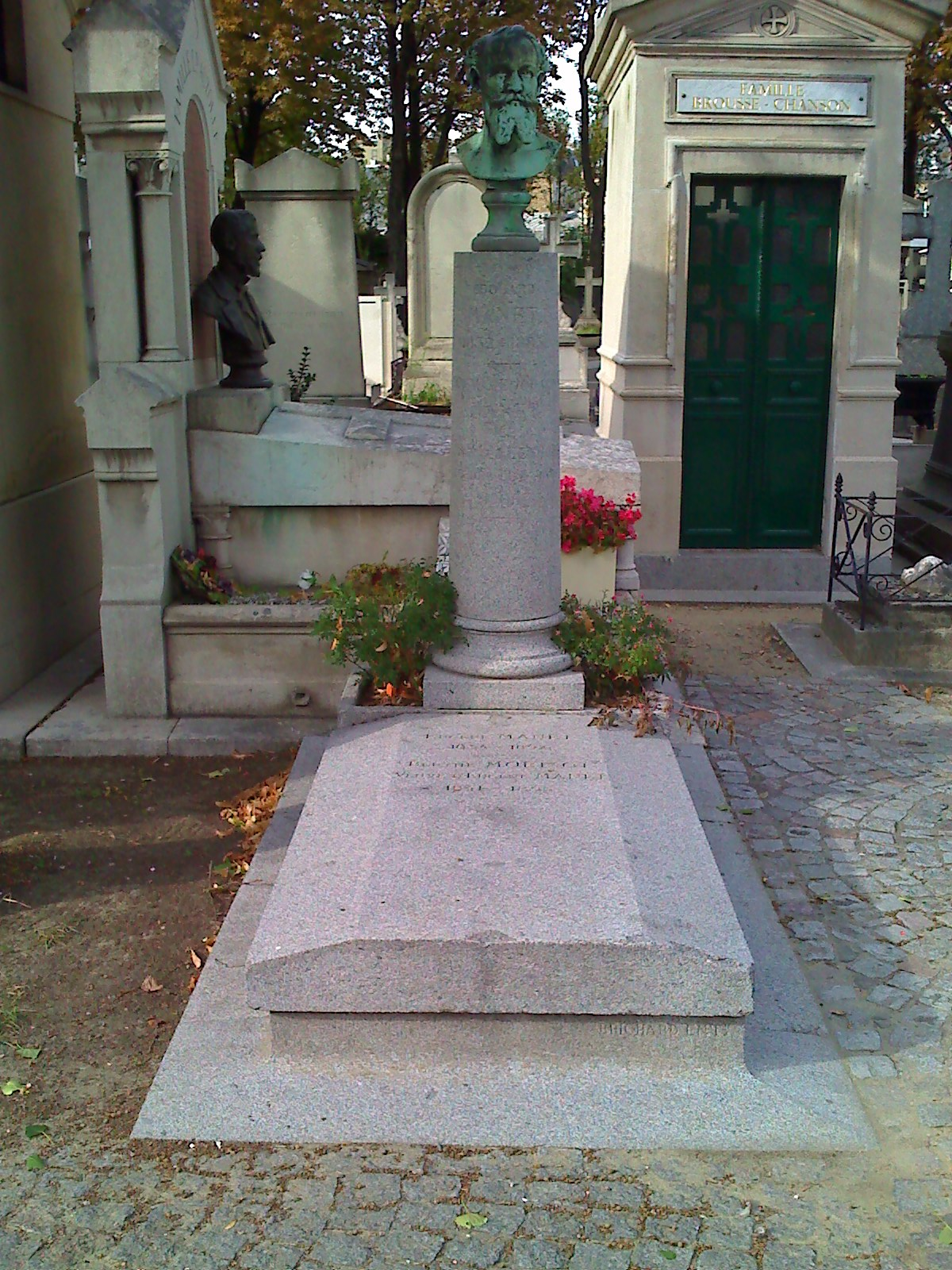
La tomba de Manet a Passy

Encara que durament condemnada per la crítica que va denunciar la seva falta d'acabat convencional, l'obra de Manet va tenir admiradors des del principi. Un va ser Émile Zola, que va escriure l'any 1867: «No estem acostumats a veure traduccions tan simples i directes de la realitat. Llavors, com he dit, hi ha una incomoditat tan sorprenentment elegant... és una experiència realment encantadora contemplar aquesta pintura lluminosa i seriosa que interpreta la natura amb una suau brutalitat».
L'estil pintat de manera tosca i la il·luminació fotogràfica de les pintures de Manet es considerava específicament modern, i com un desafiament a les obres renaixentistes que copiava o utilitzava com a material d'origen. Va rebutjar la tècnica que havia après a l'estudi de Thomas Couture -en què es construïa una pintura amb successives capes de pintura sobre un fons fosc- a favor d'un mètode directe, alla prima, amb pintura opaca sobre un fons clar. Nou a l'època, aquest mètode va fer possible la realització d'una pintura en una sola sessió. Va ser adoptat pels impressionistes i es va convertir en el mètode predominant de pintura a l'oli durant les generacions següents. L'obra de Manet es considera moderna primitiva, en part per la planitud opaca de les seves superfícies, els freqüents passatges semblants a un esbós i el contorn negre de les figures, que criden l'atenció sobre la superfície del plànol de la imatge i la qualitat del material de la pintura.
La historiadora de l'art Beatrice Farwell diu que Manet «ha estat considerat universalment com el Pare del Modernisme. Amb Courbet va ser dels primers a córrer seriosos riscos amb el públic del qual buscava el favor, el primer a fer de la pintura alla prima la tècnica estàndard per a la pintura a l'oli i un dels primers a prendre llibertats amb la perspectiva renaixentista i a oferir la 'pintura pura' com a font de rebuig estètic, de nou, va ser un plaer de rebuig estètic. tema humanístic i històric, i va compartir amb Degas l'establiment de la vida urbana moderna com a material acceptable per a l'alt art».

### Mercat de l'art
El difunt quadre de Manet, Le Printemps (1881), es va vendre al Museu J. Paul Getty per 65,1 milions de dòlars, establint un nou rècord de subhasta per a Manet, superant la seva estimació prèvia a la venda de 25 a 35 milions de dòlars a Christie's el 5 de novembre de 2014. El rècord de subhasta anterior el tenia Self-Portrait With Palette, que es va vendre per 33,2 milions de dòlars a Sotheby's el 22 de juny de 2010.

## Galeria

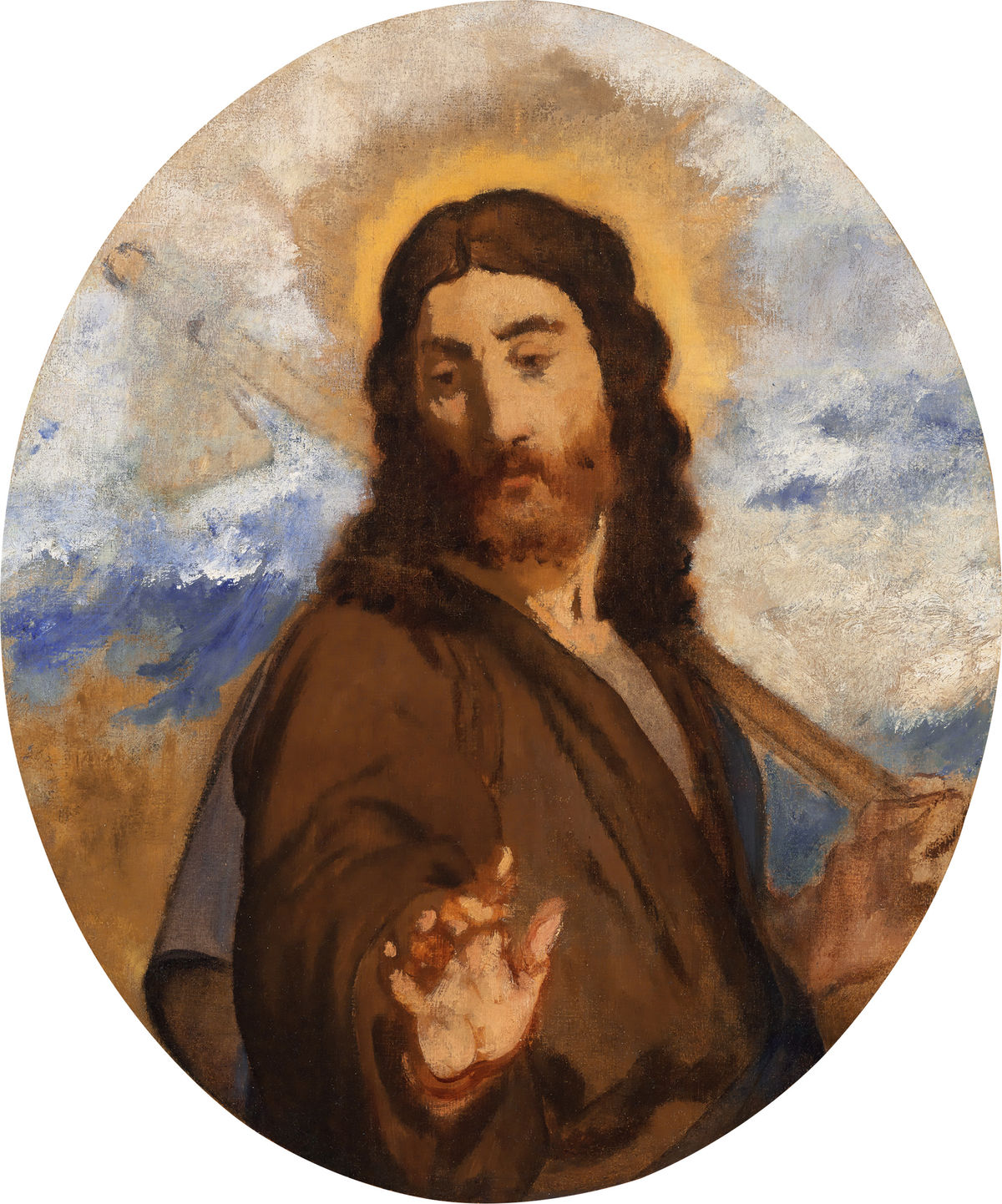
Crist jardiner c. 1856–1859, Col·lecció privada
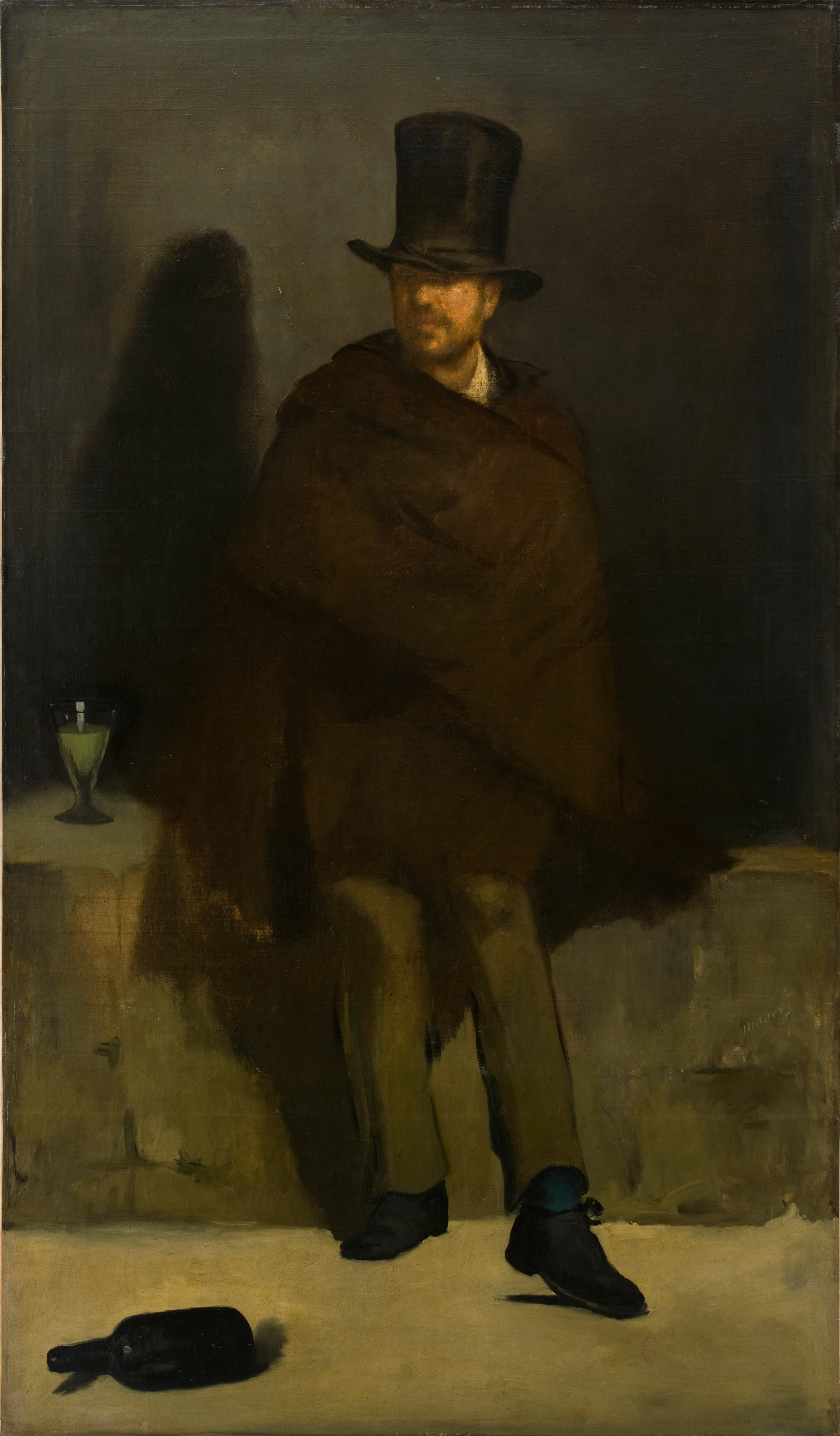
El bevedor d'absenta (Manet) c. 1859, Ny Carlsberg Glyptotek, Copenhagen
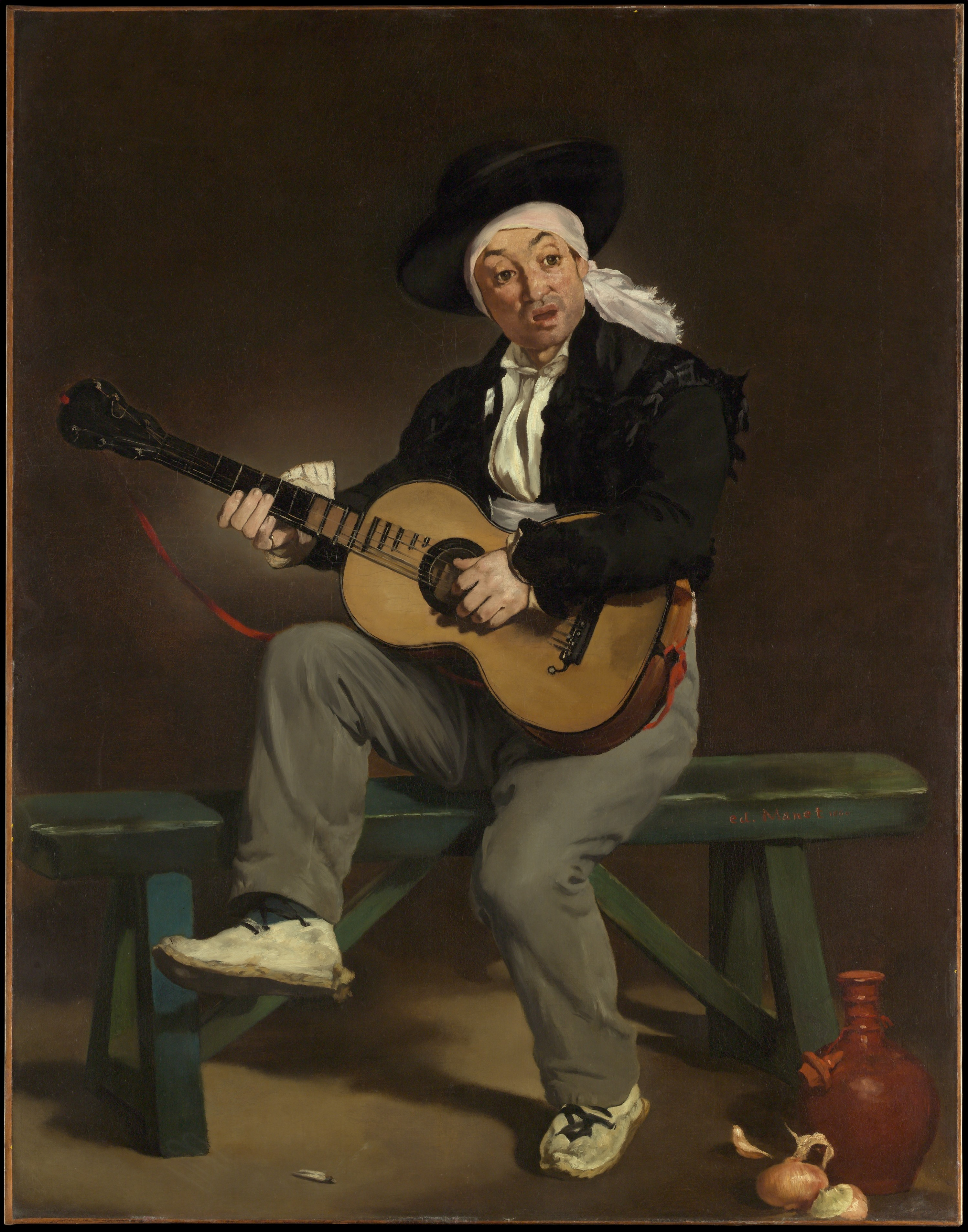
El cantant espanyol, 1860, Metropolitan Museum of Art, New York
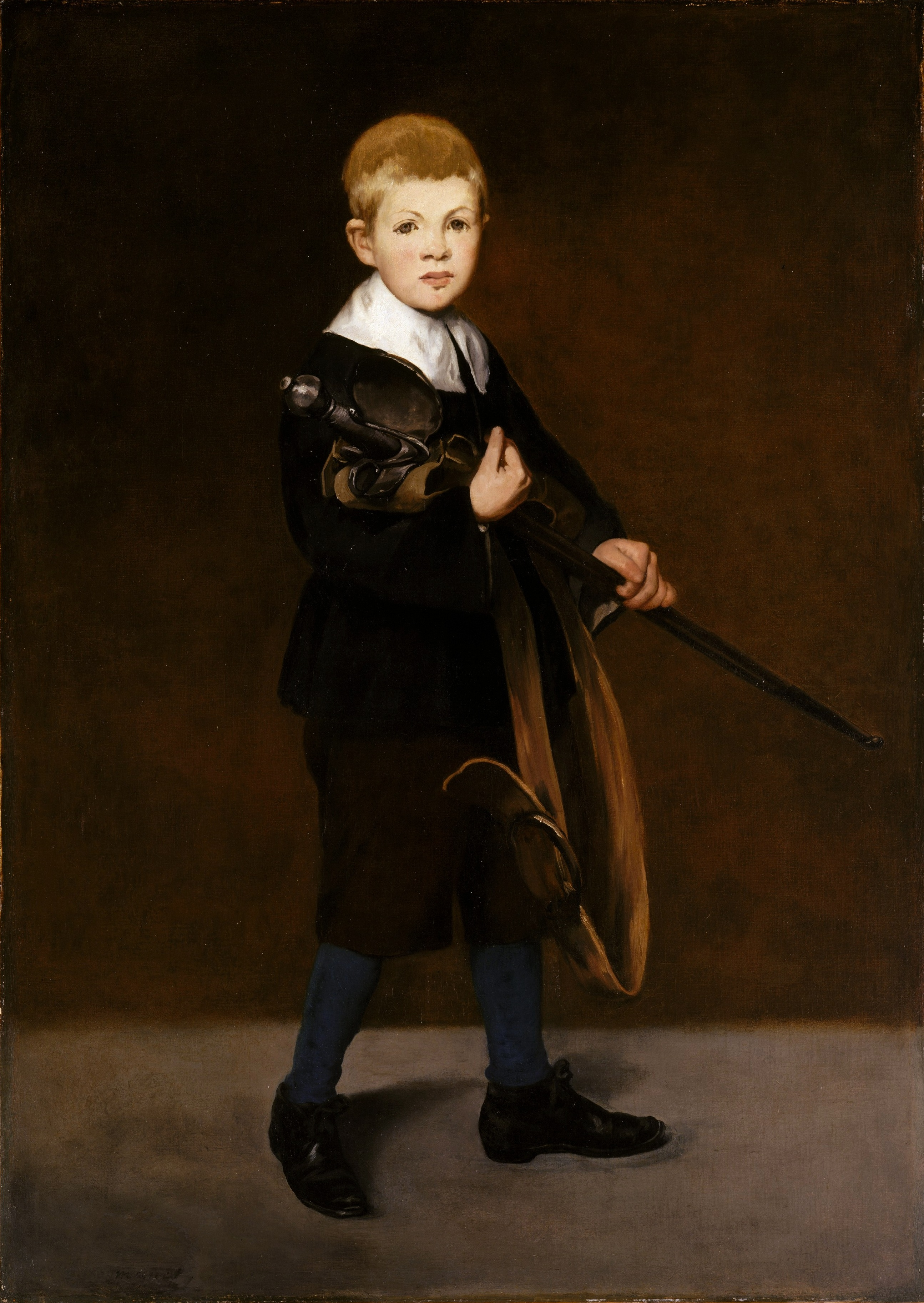
Noi amb una espasa:', 1861, Metropolitan Museum of Art, New York
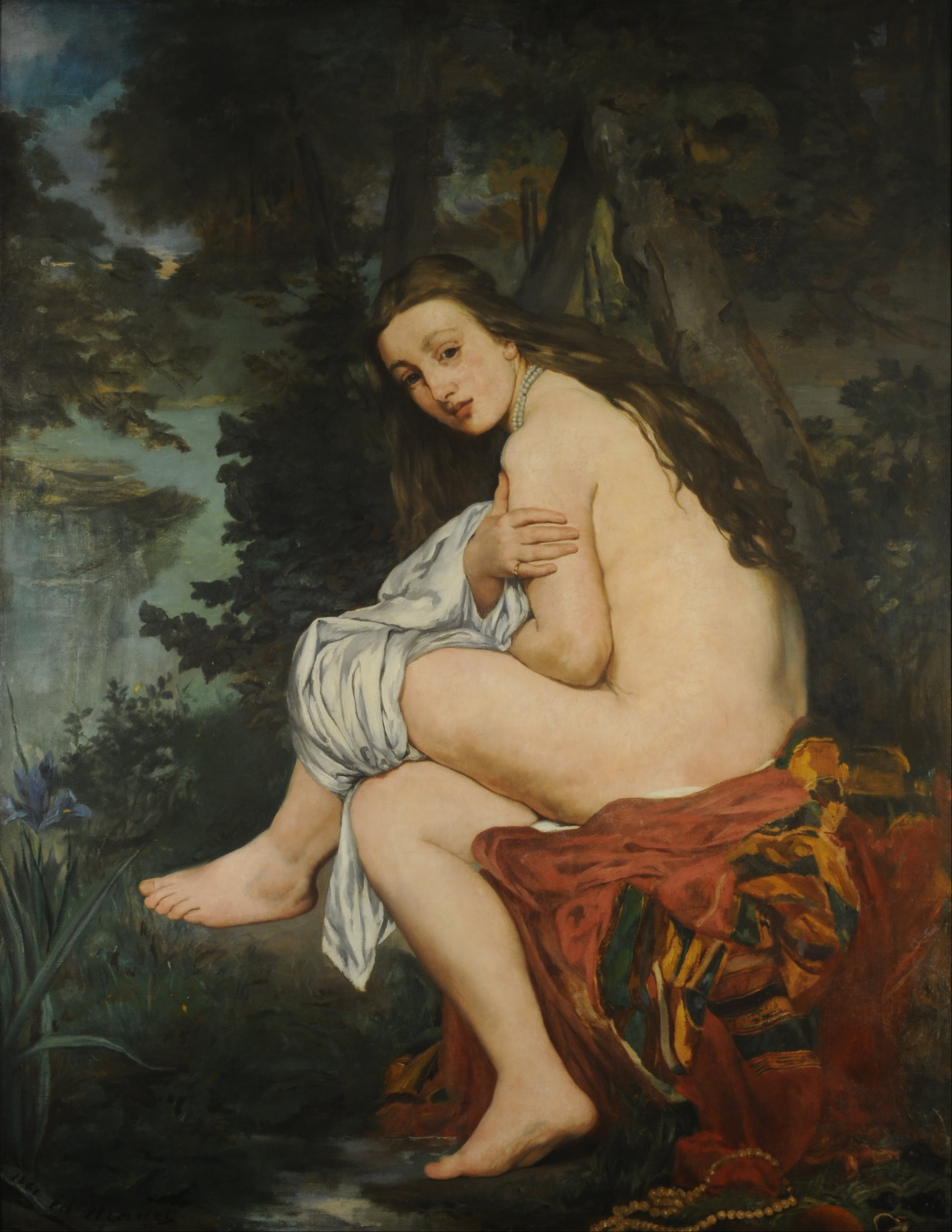
La nimfa surpresa, 1861, Museu Nacional de Belles Arts de Buenos Aires, Buenos Aires
El vell músic, 1862, National Gallery of Art, Washington D.C.
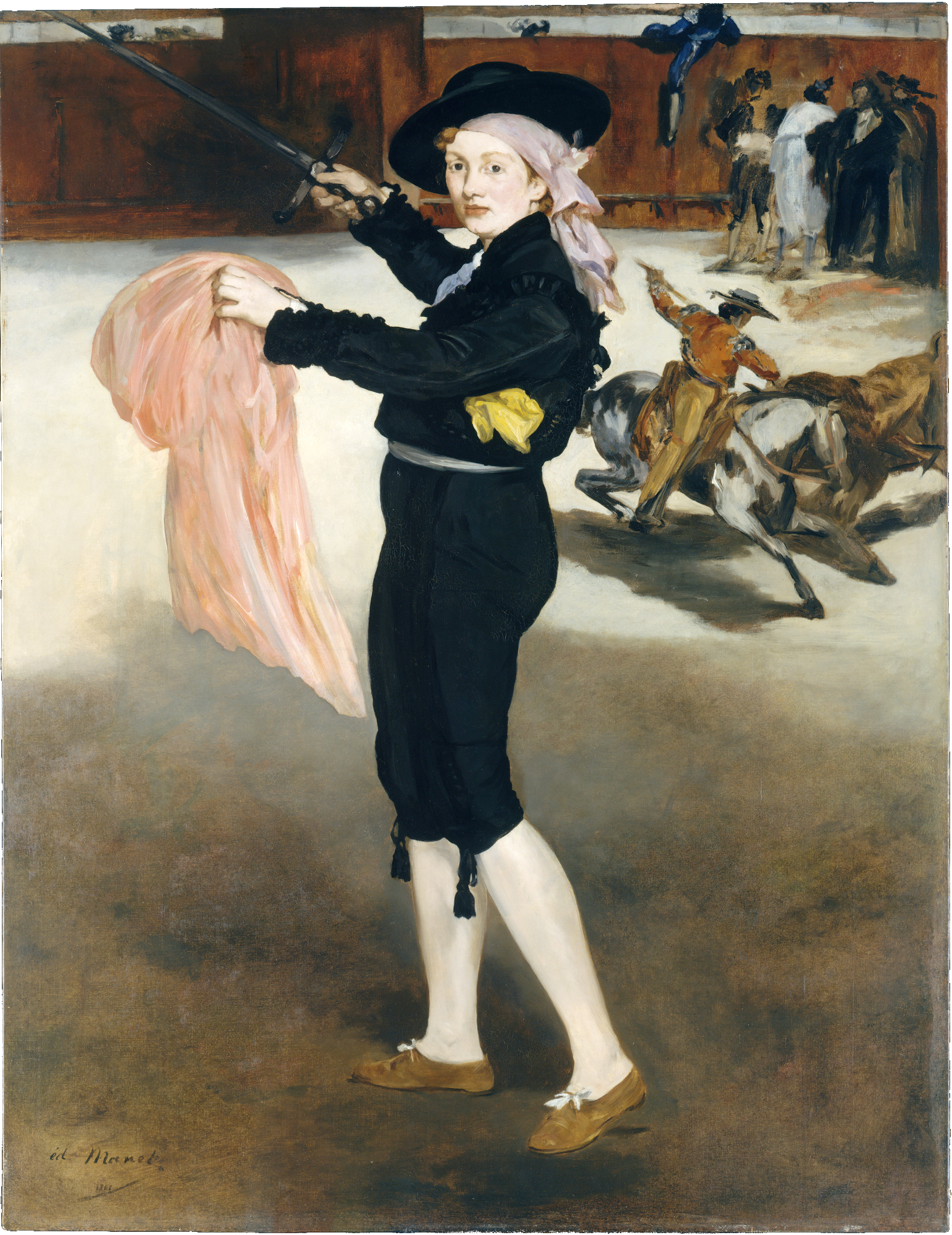
La senyoreta Victorine amb vestit de matador, 1862, Metropolitan Museum of Art, New York
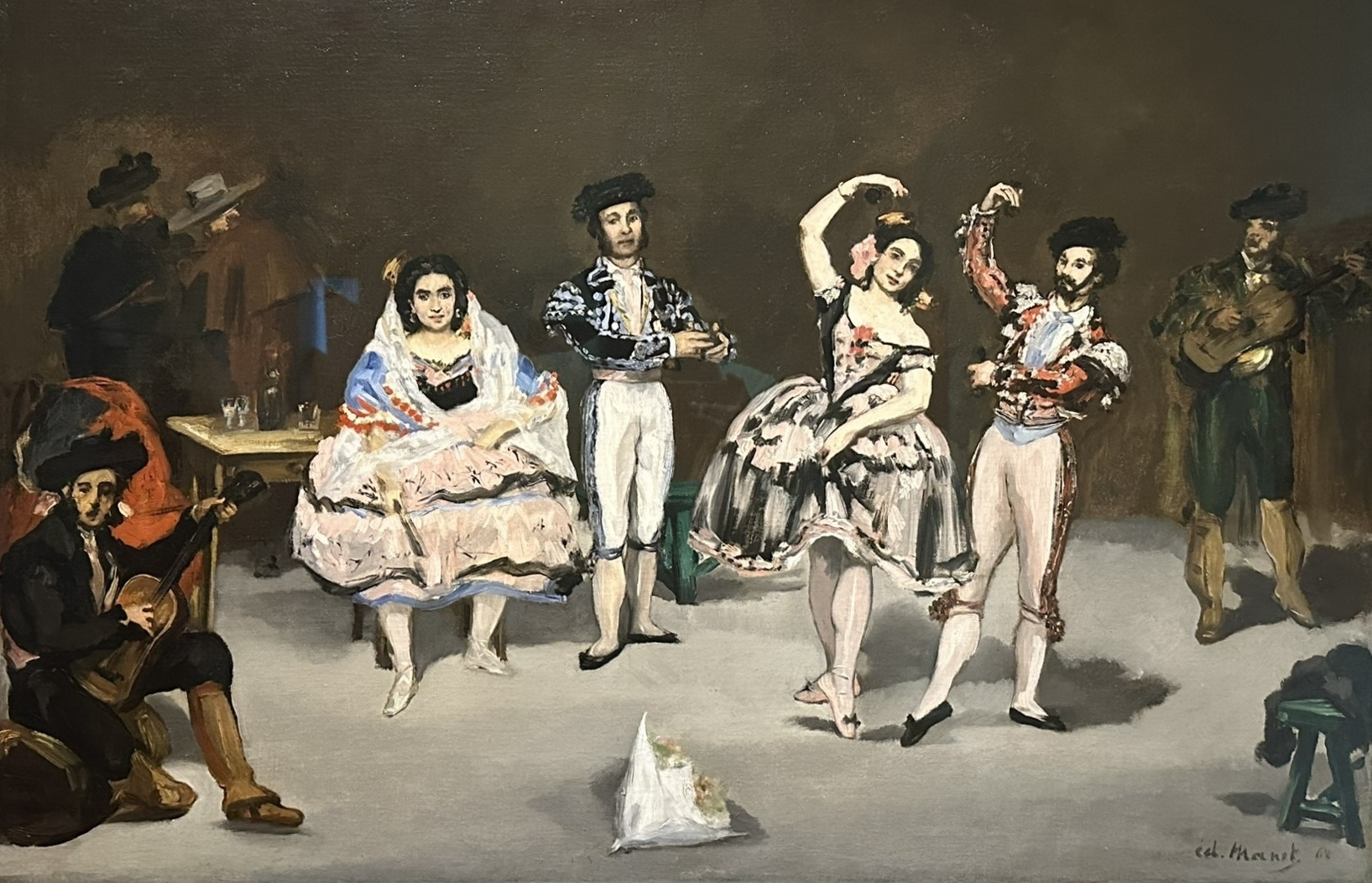
Spanish Ballet, 1864, The Phillips Collection, Washington D.C.
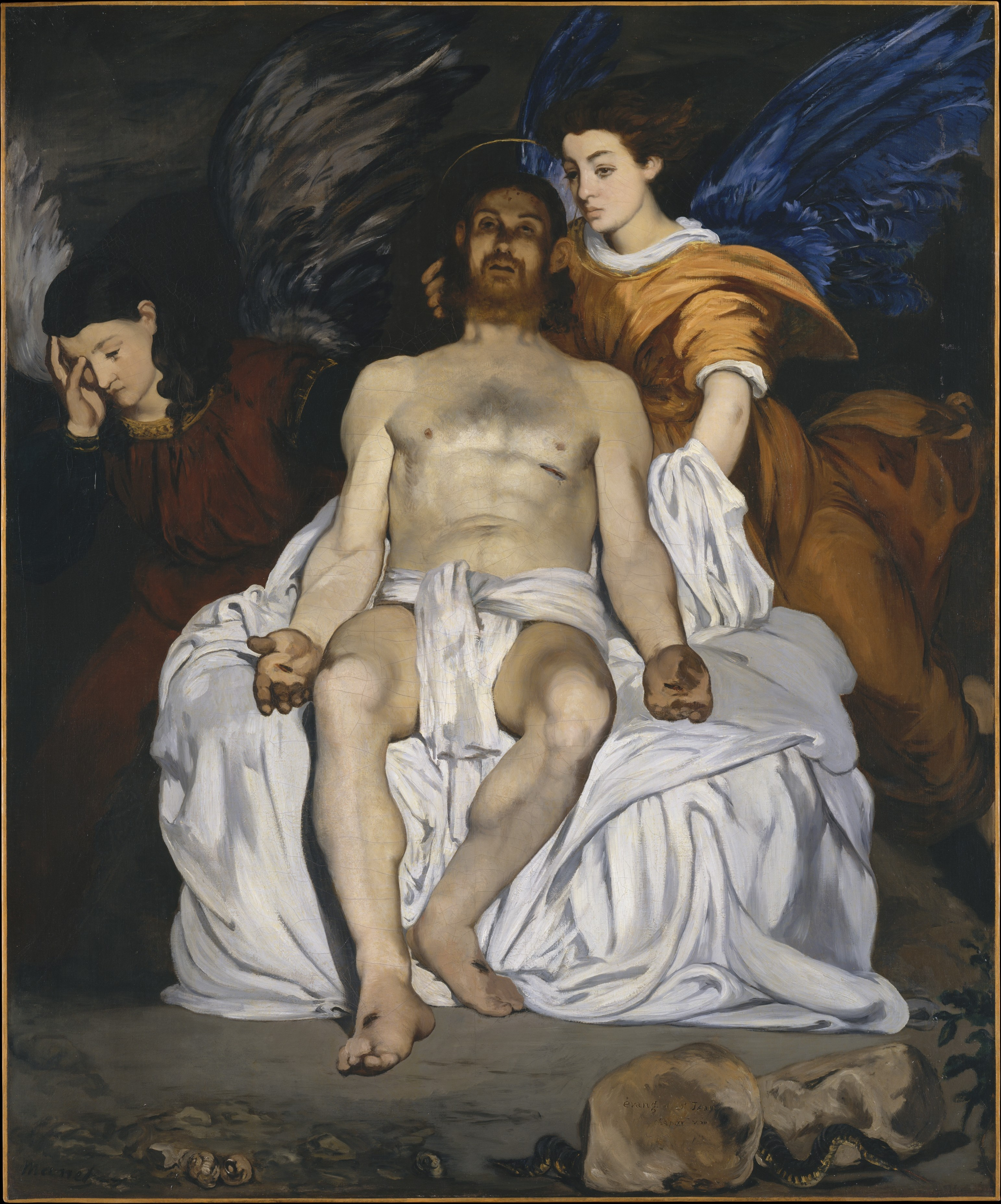
El crist mort i els àngels, 1864, Metropolitan Museum of Art, New York
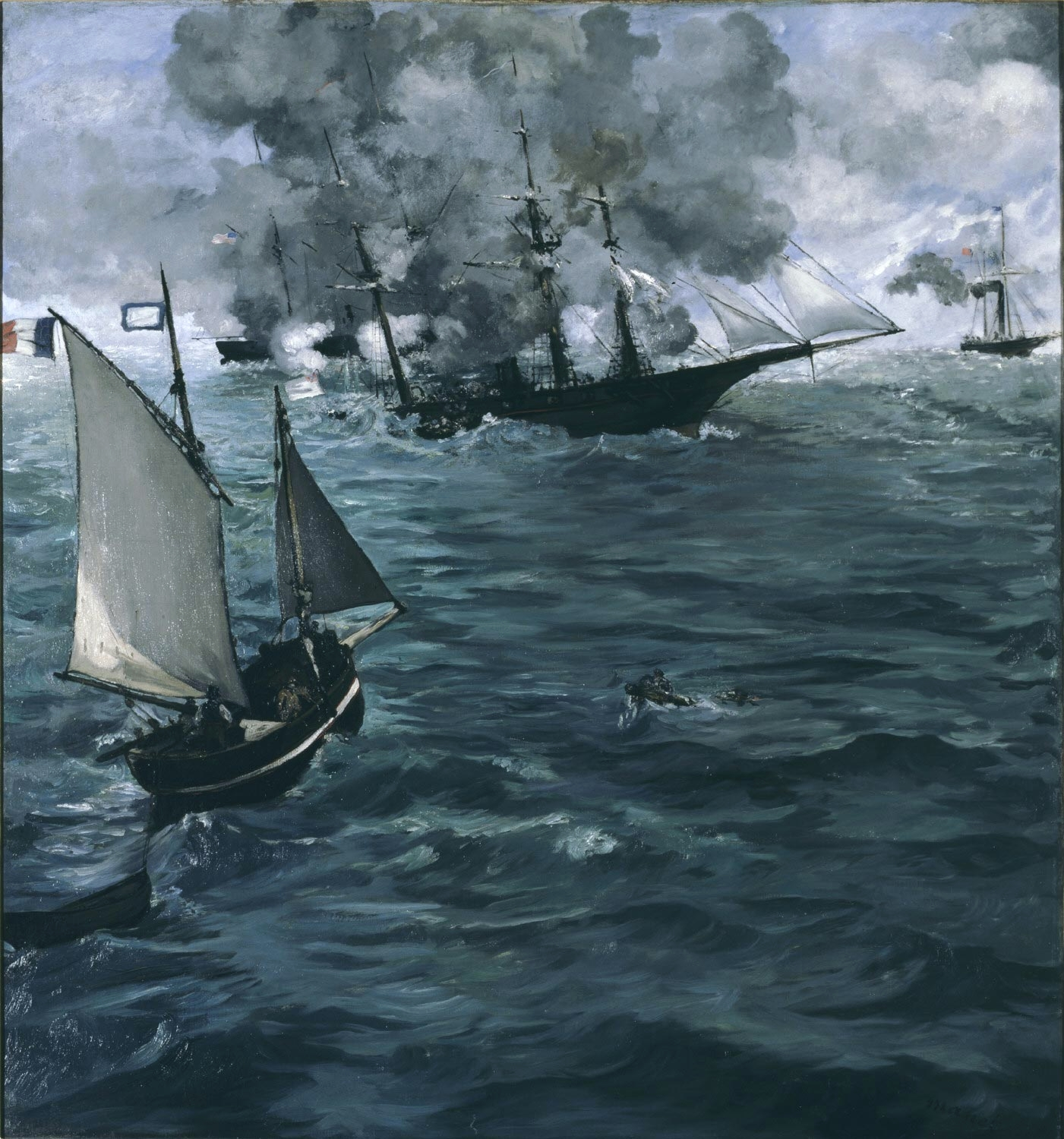
The Battle of the Kearsarge and the Alabama, 1864, Museu d'Art de Filadèlfia. Inspirat en la batalla de Cherbourg (1864)
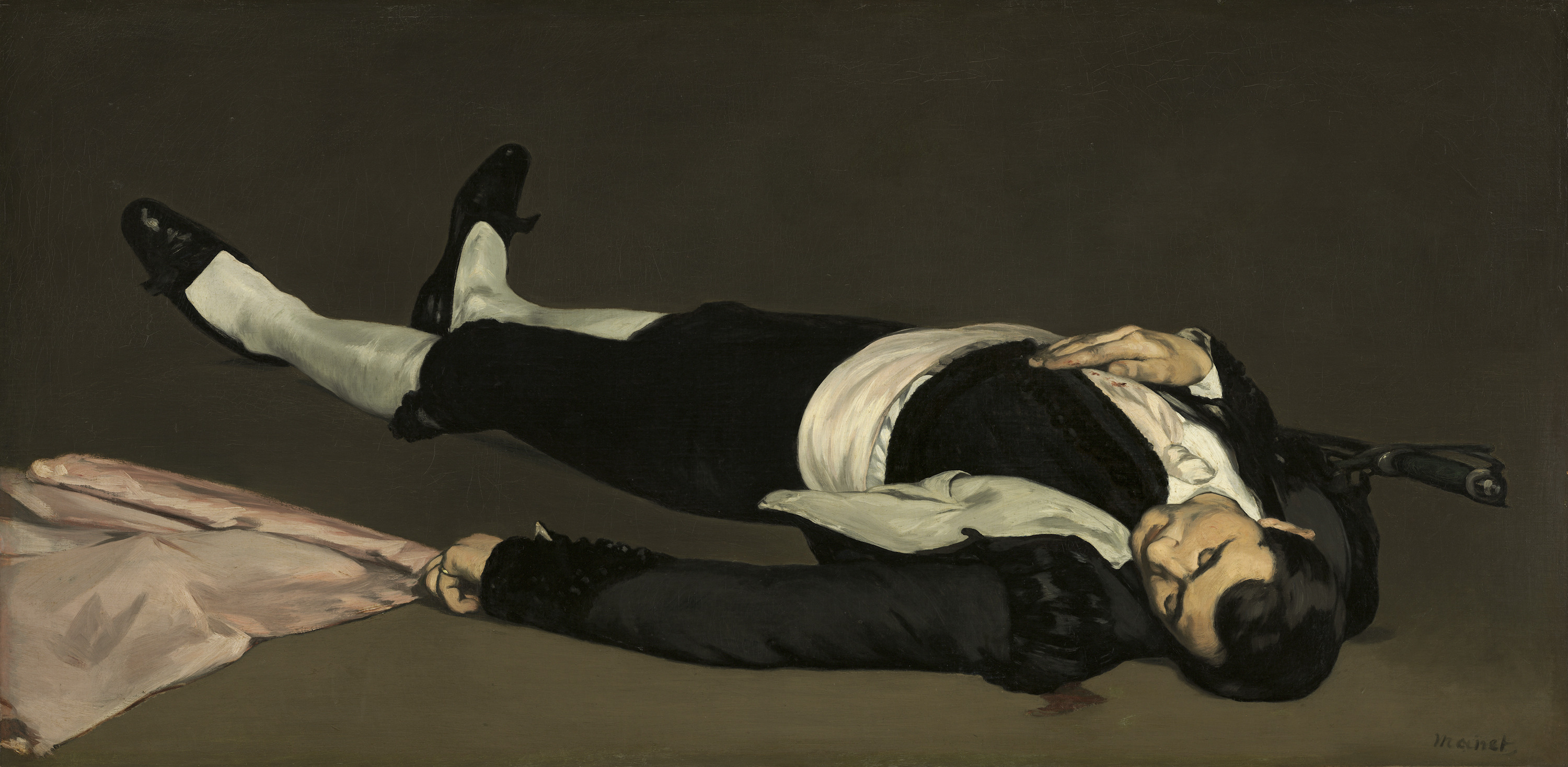
Matador mort, 1864–65, National Gallery of Art, Washington D.C.
El filòsof, (Captaire amb ostres), 1864–67, Institut d'Art de Chicago
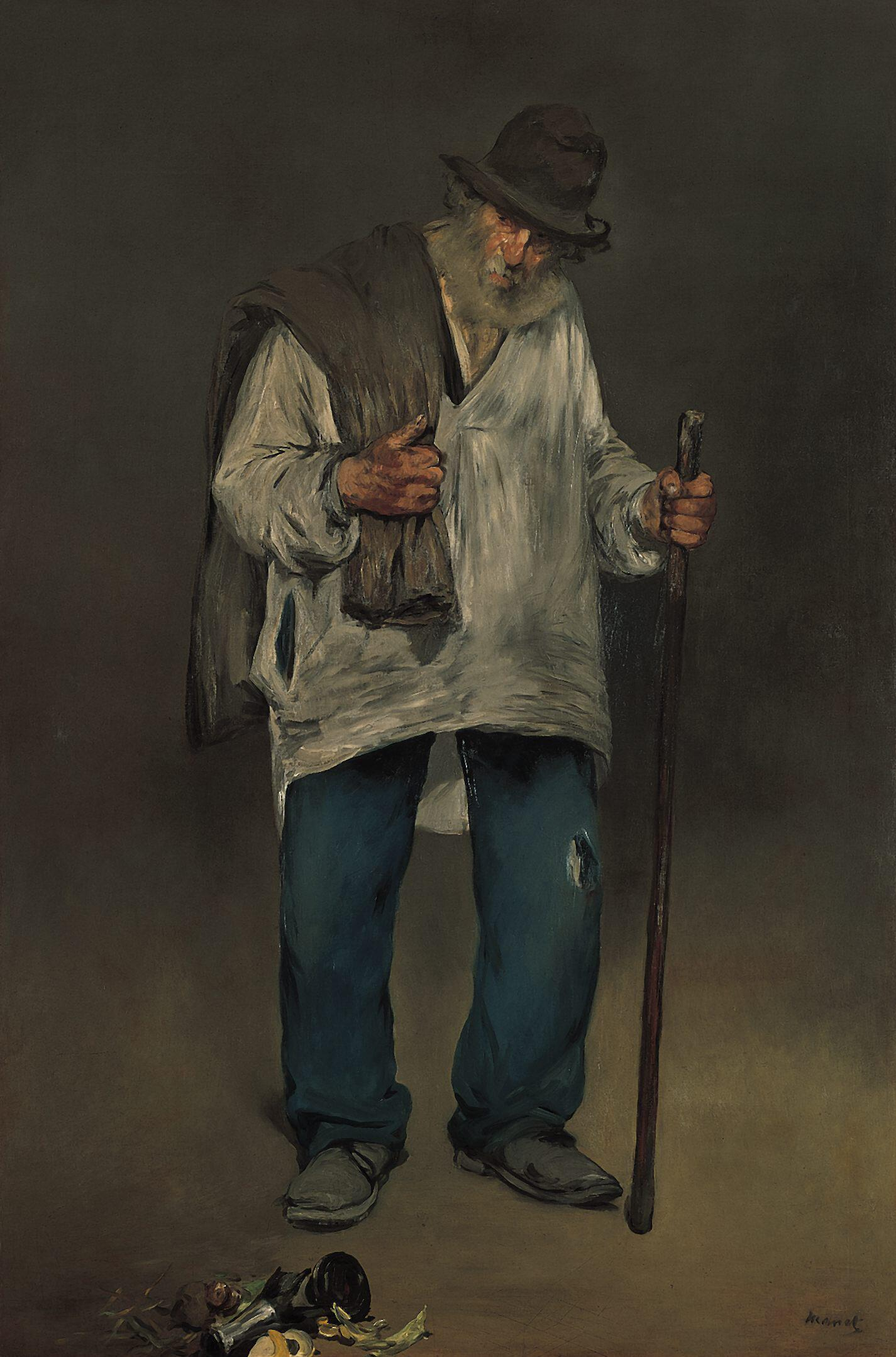
The Ragpicker, 1865–70, Museu Norton Simon, Pasadena
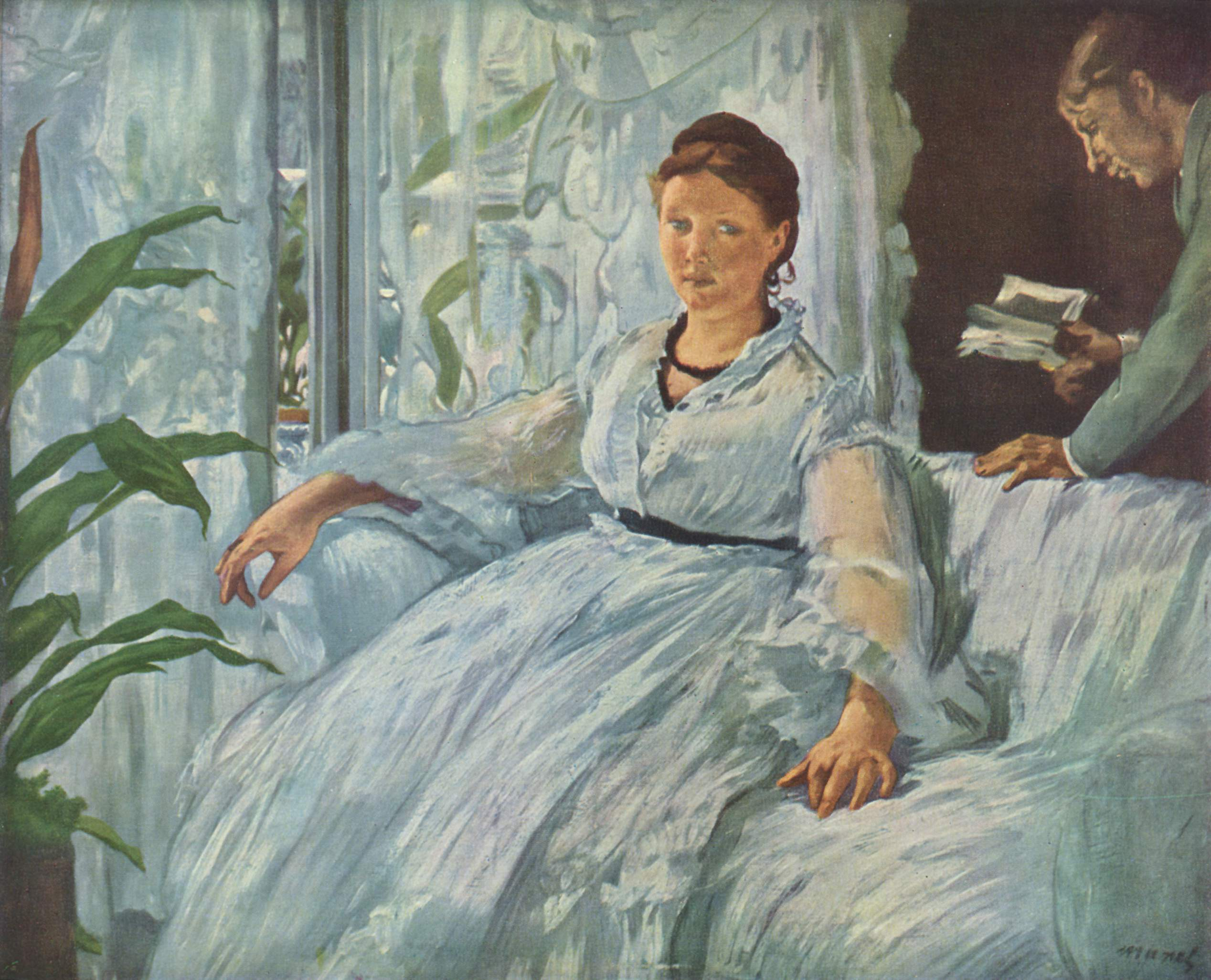
La lectura, 1865–1873, Museu d'Orsay, Paris
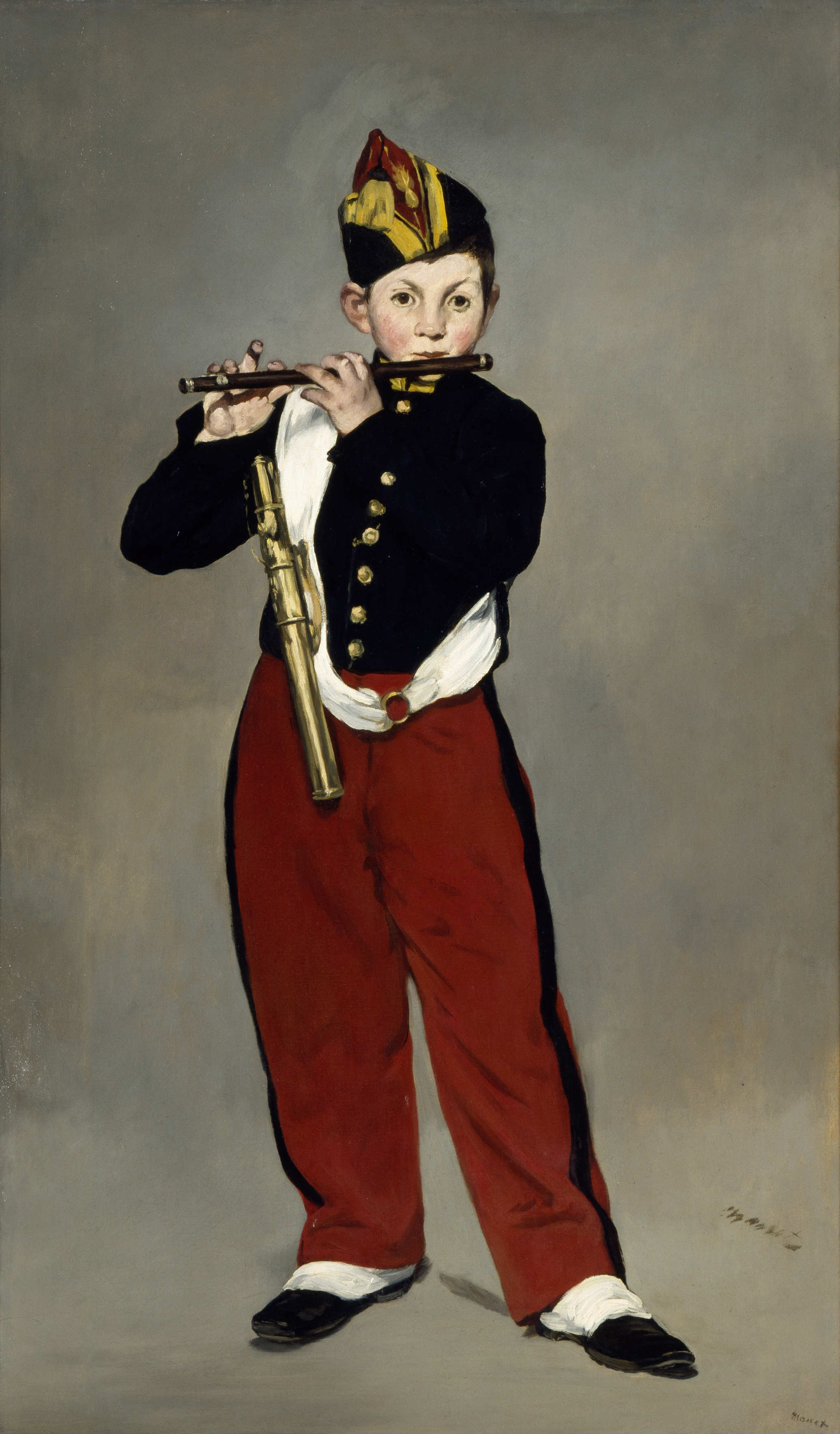
Jove flautista, o The Fifer, 1866, Museu d'Orsay, Paris
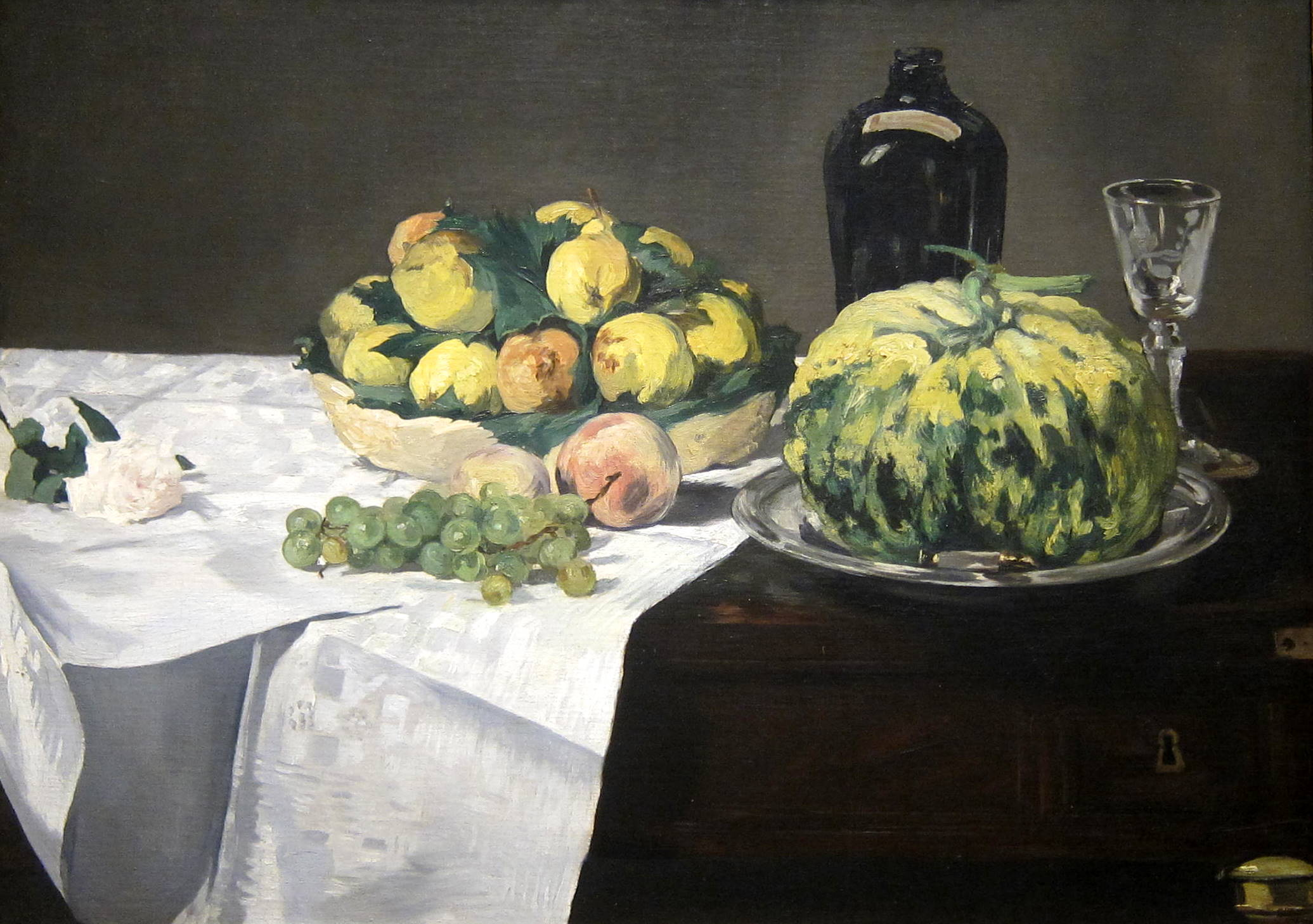
Natura morta amb meló i préssecs, 1866, National Gallery of Art, Washington D.C.
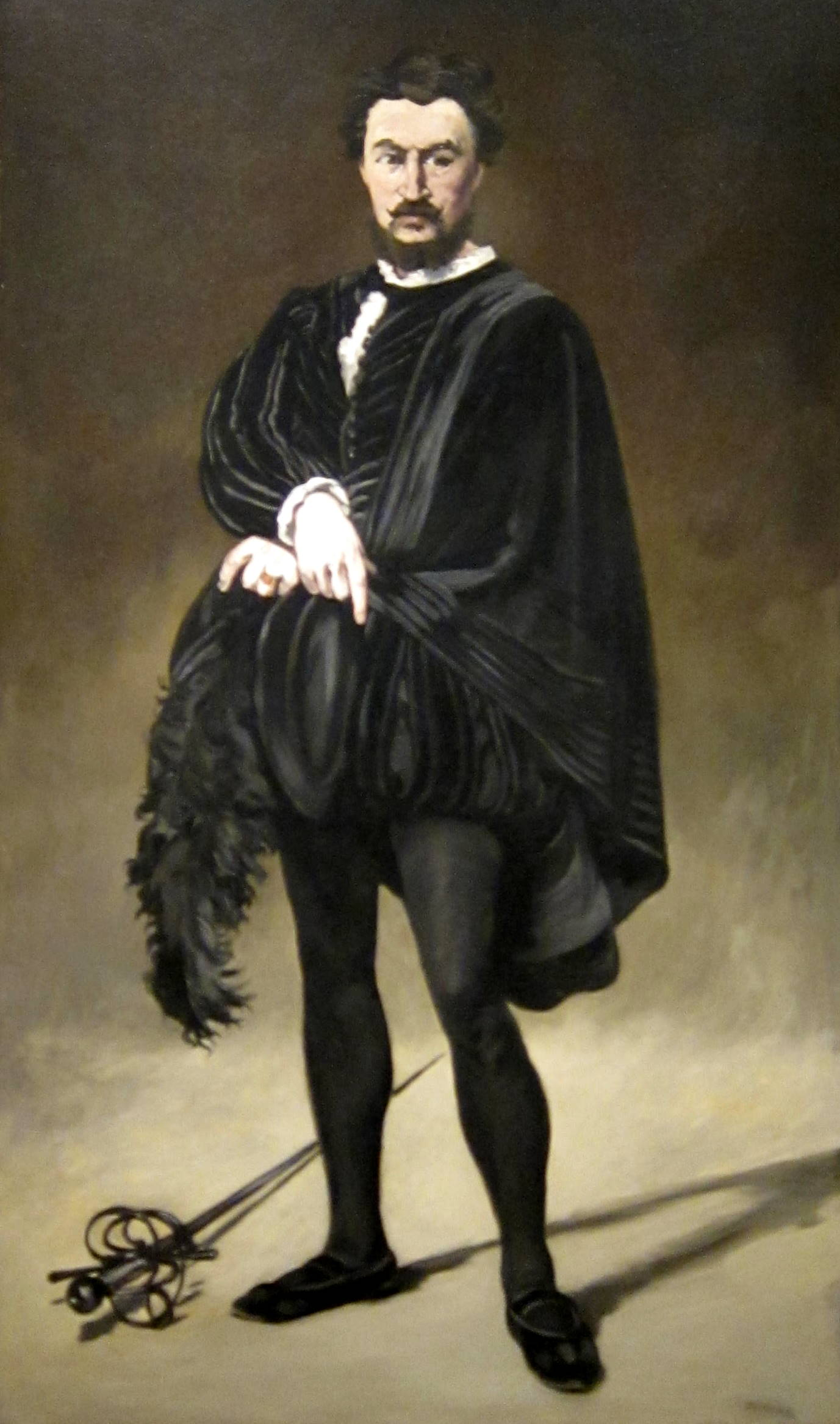
L'actor tràgic (Rouvière com a Hamlet), 1866, National Gallery of Art, Washington D.C.
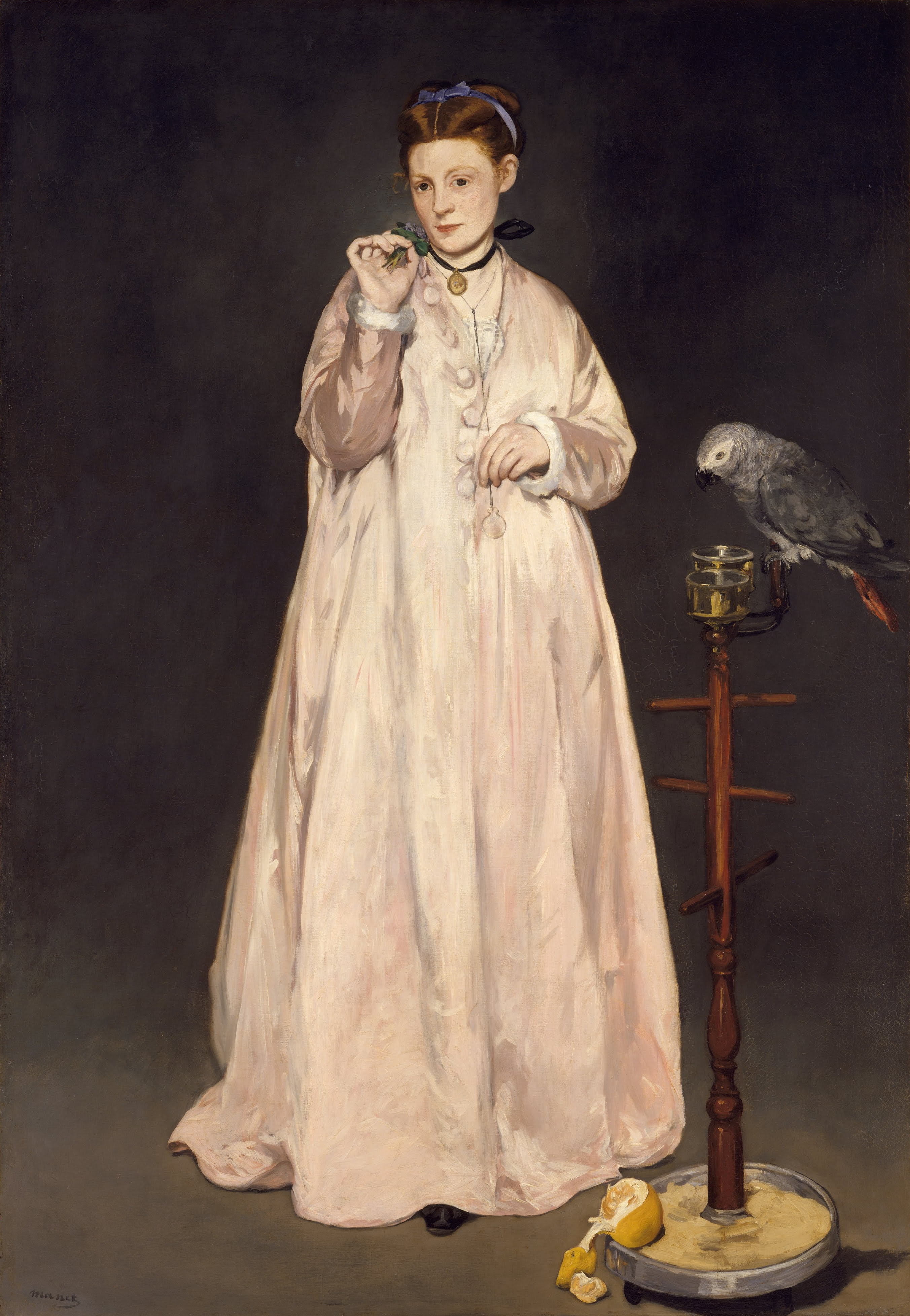
Dona amb lloro, 1866, Metropolitan Museum of Art, New York
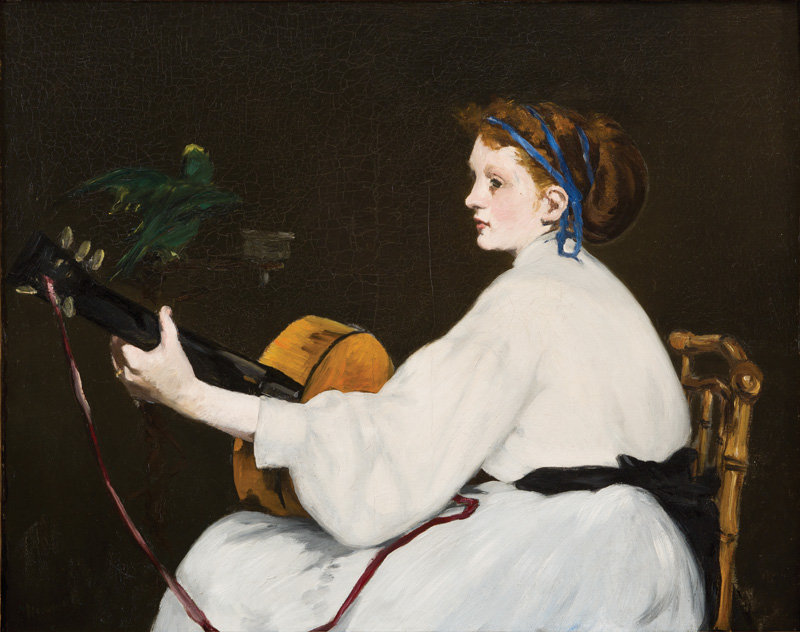
El guitarrista, c. 1866, Hill-Stead Museum, Farmington, Connecticut
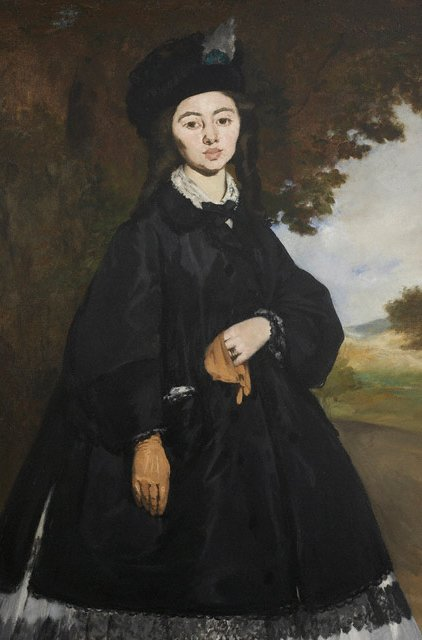
Retrat de Madame Brunet, 1867, Museu J. Paul Getty, Los Angeles
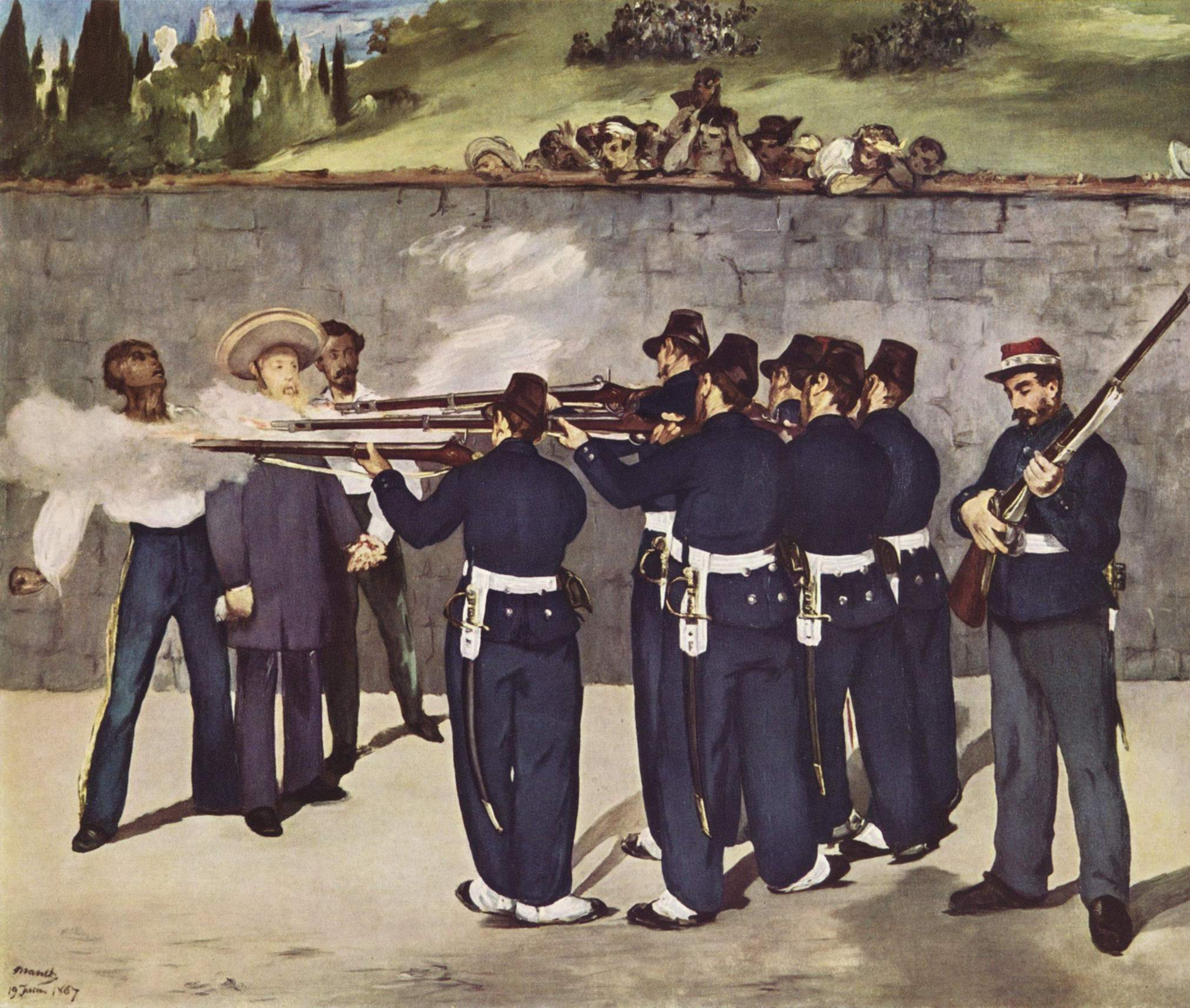
L'afusellament de Maximilià, 1868, Kunsthalle Mannheim
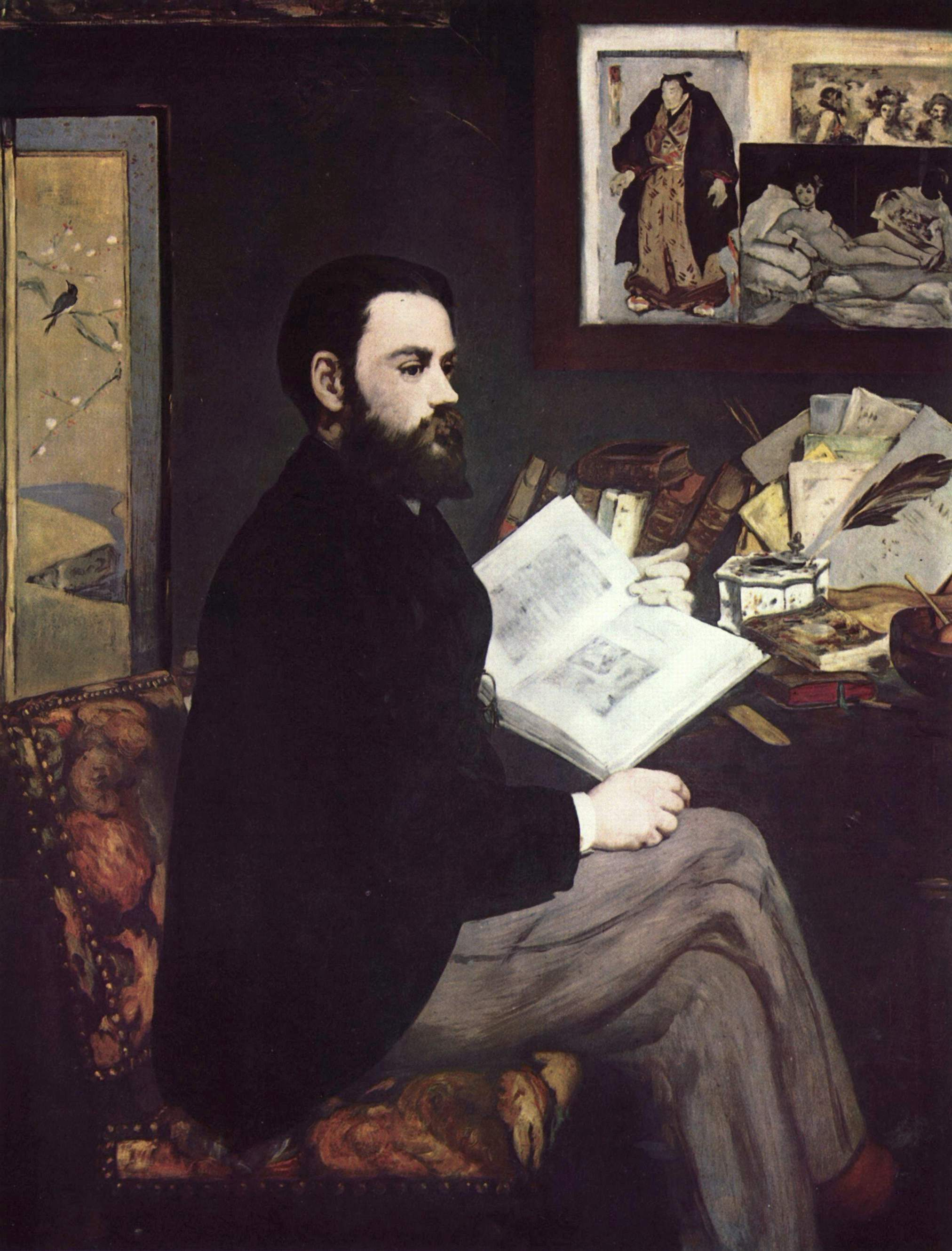
Retrat d'Émile Zola, 1868, Museu d'Orsay, Paris
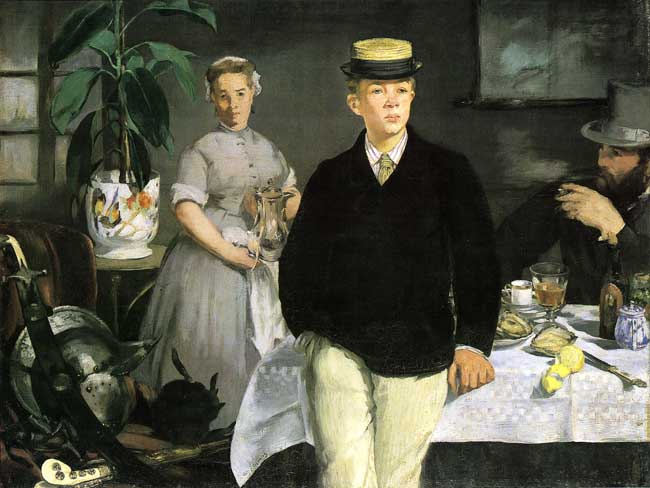
Esmorzar a l'estudi (la jaqueta negra), 1868, Neue Pinakothek, Munich.
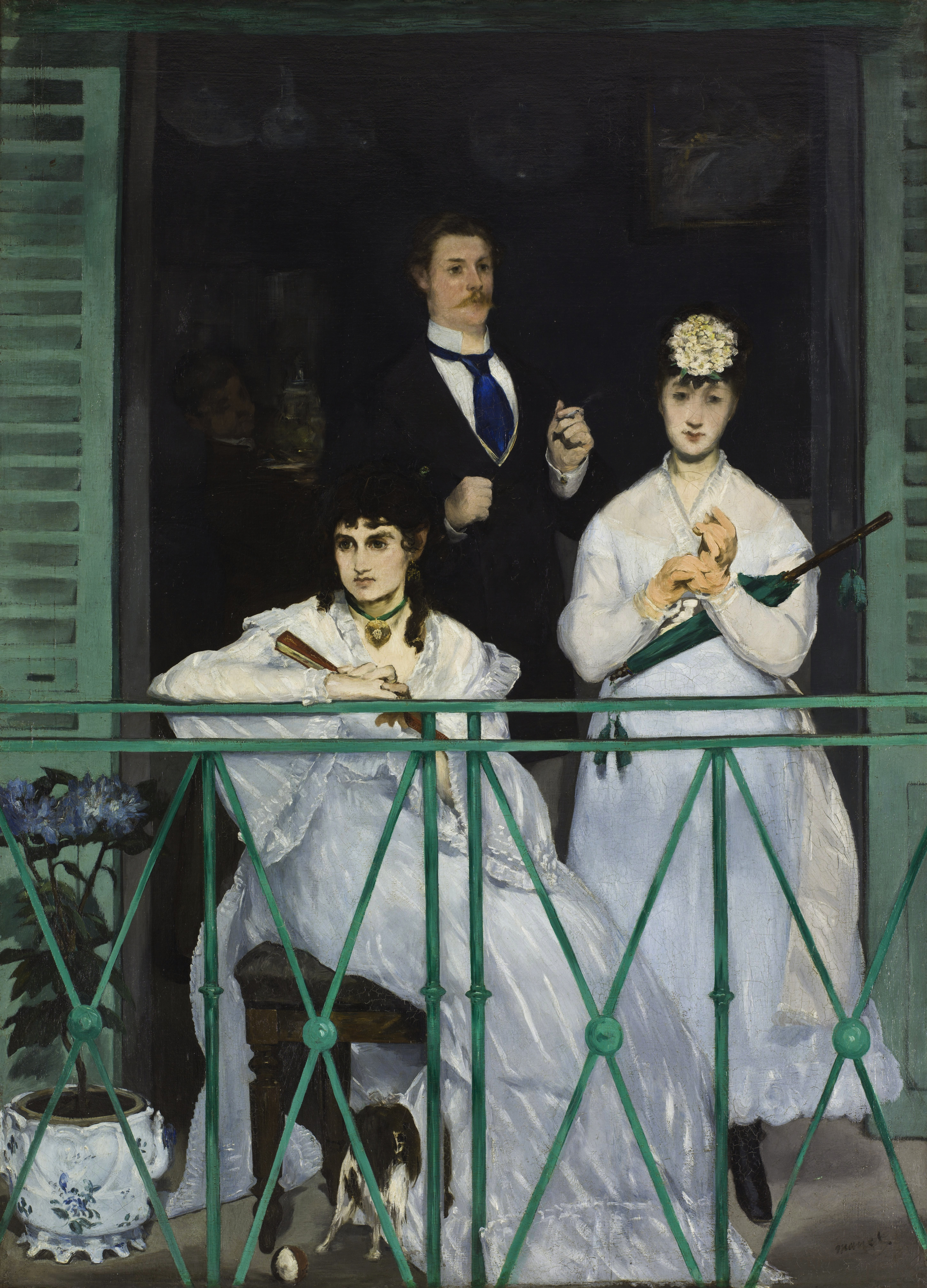
El balcó, 1868–69, Museu d'Orsay, Paris
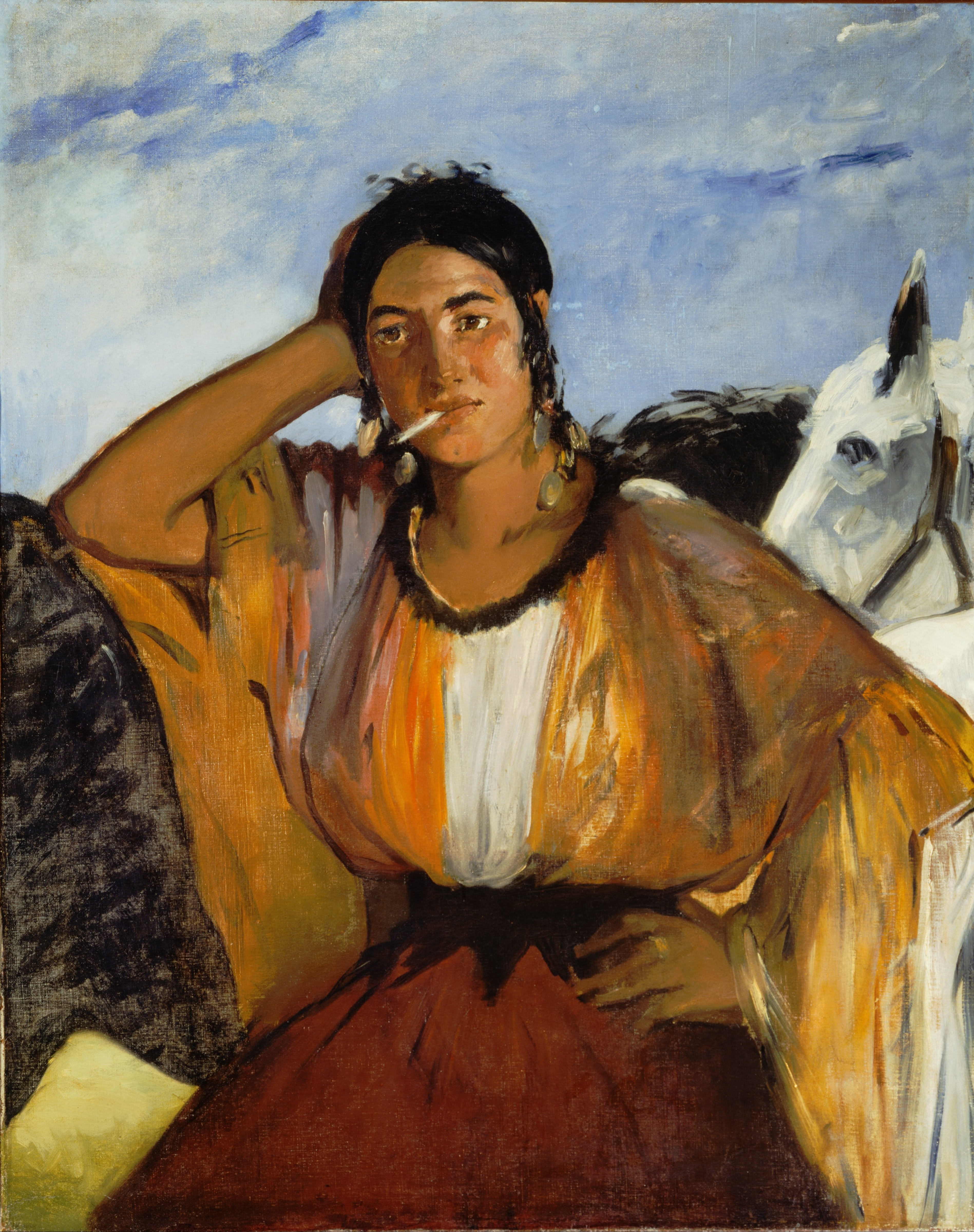
Gitana amb una cigarreta, c. 1860s–1870s, Princeton University Art Museum
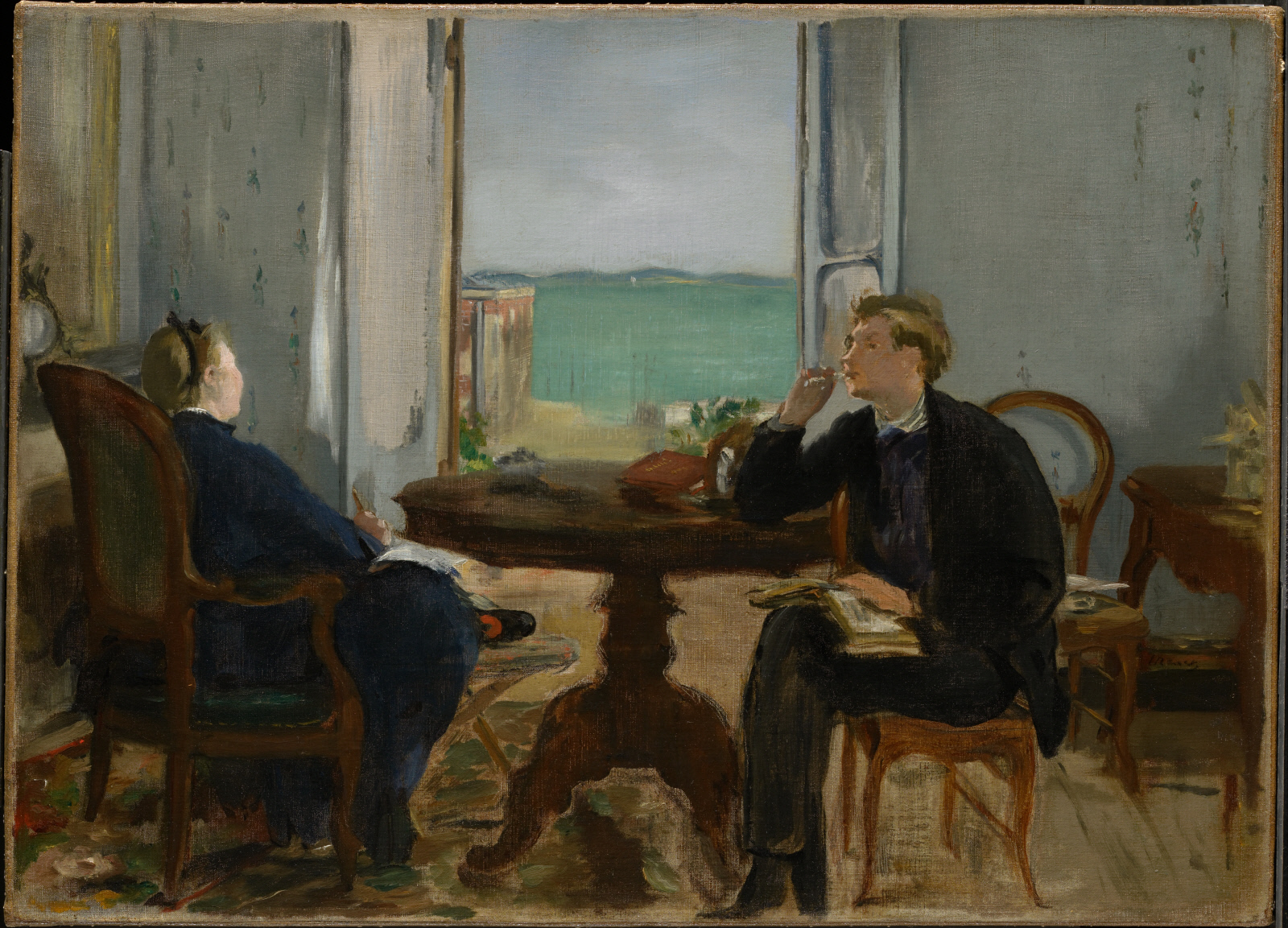
Interior a Arcachon, c. 1871, Institut d'Art Clark, Williamstown, Massachusetts
Ball de màscares a l'Òpera, 1873, National Gallery of Art, Washington D.C.
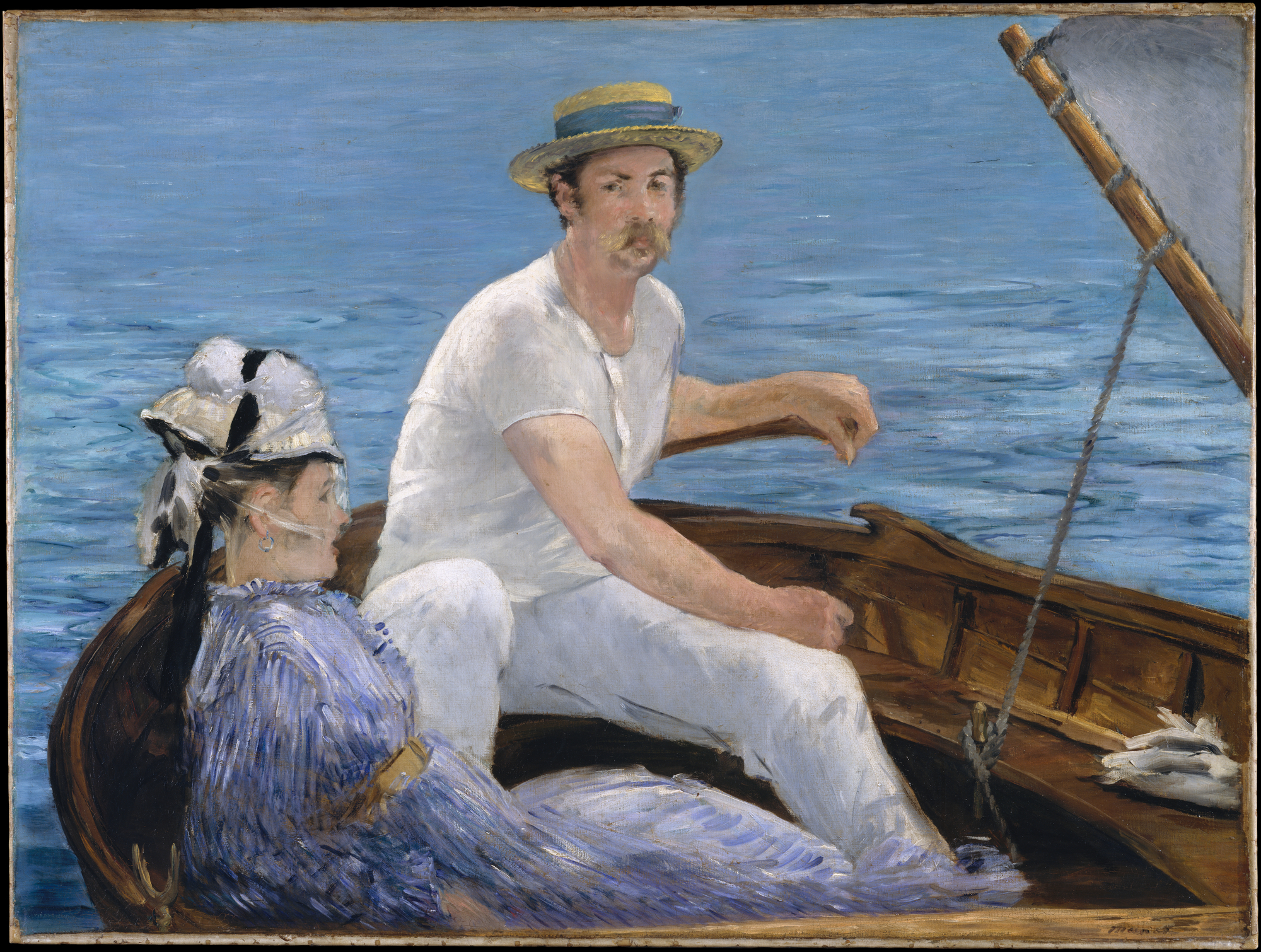
Navegació, 1874, Metropolitan Museum of Art, New York
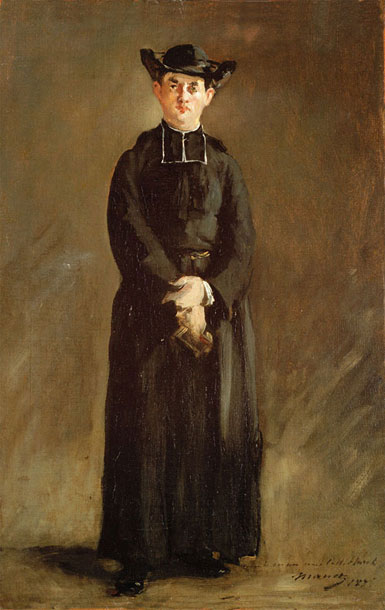
Retrst d'Abbé Hurel, 1874, National Museum of Decorative Arts, Buenos Aires
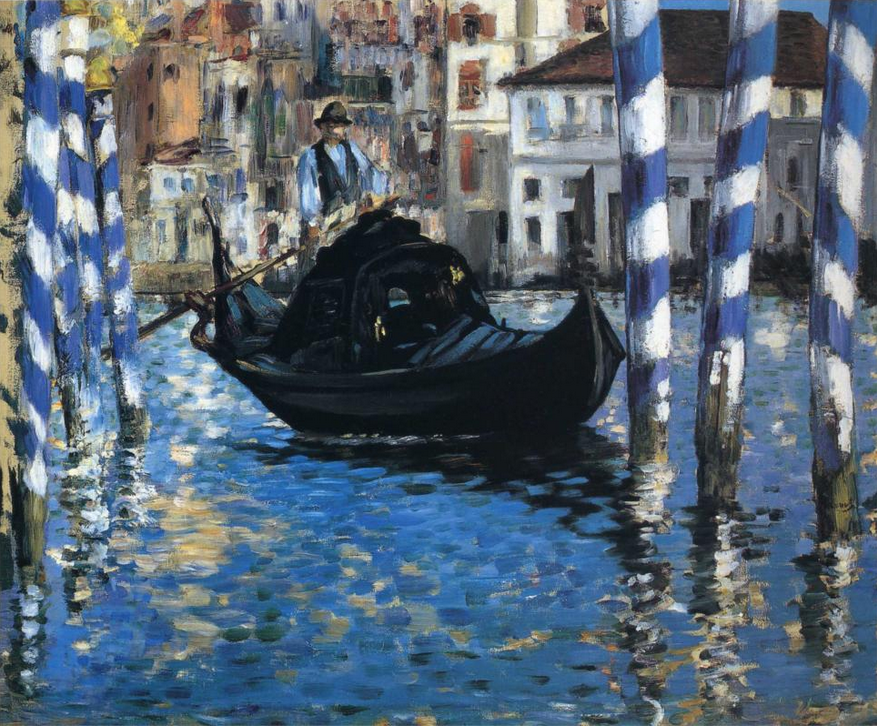
El Gran Canal de Venècia (Blue Venice), 1875, Shelburne Museum, Vermont
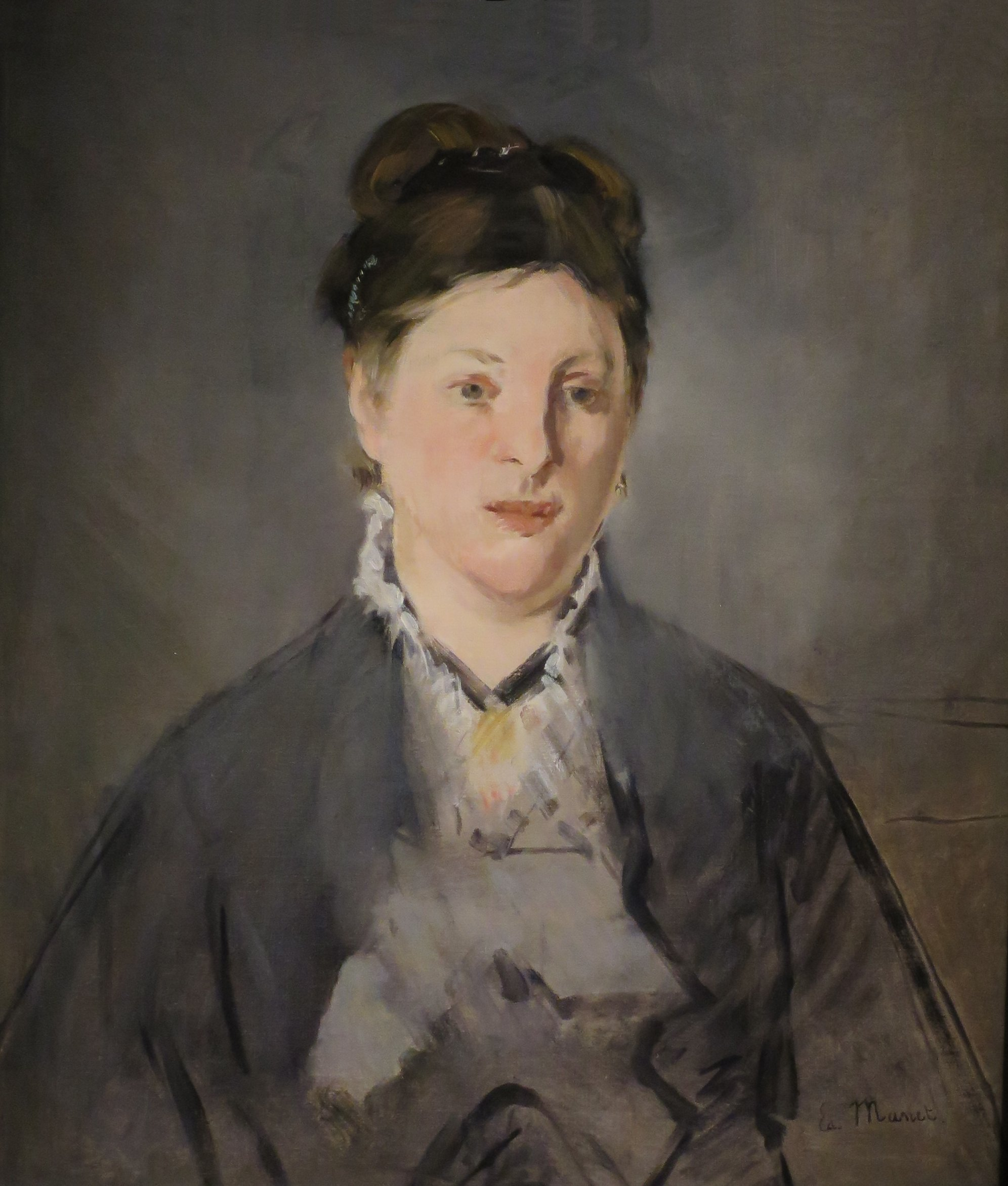
Madame Manet, c. 1874–76, Museu Norton Simon, Pasadena
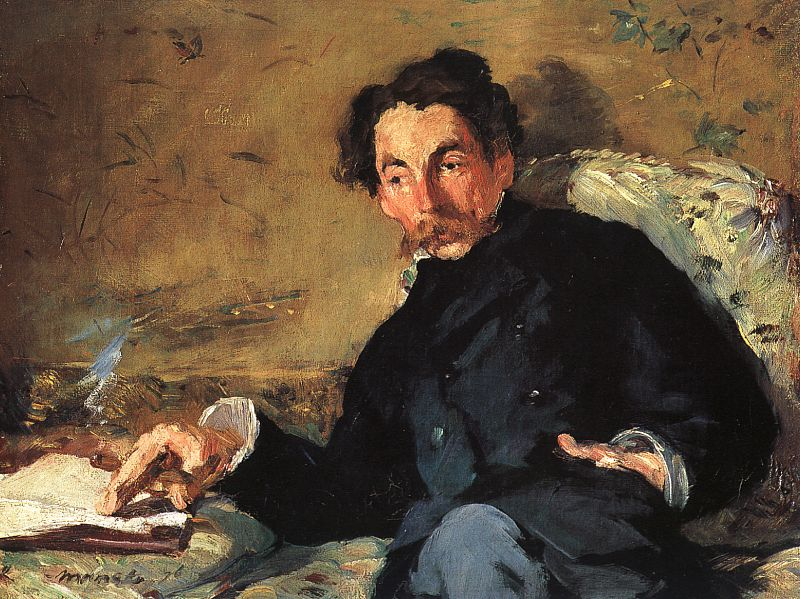
Retrat d'Stéphane Mallarmé, 1876, Museu d'Orsay, Paris
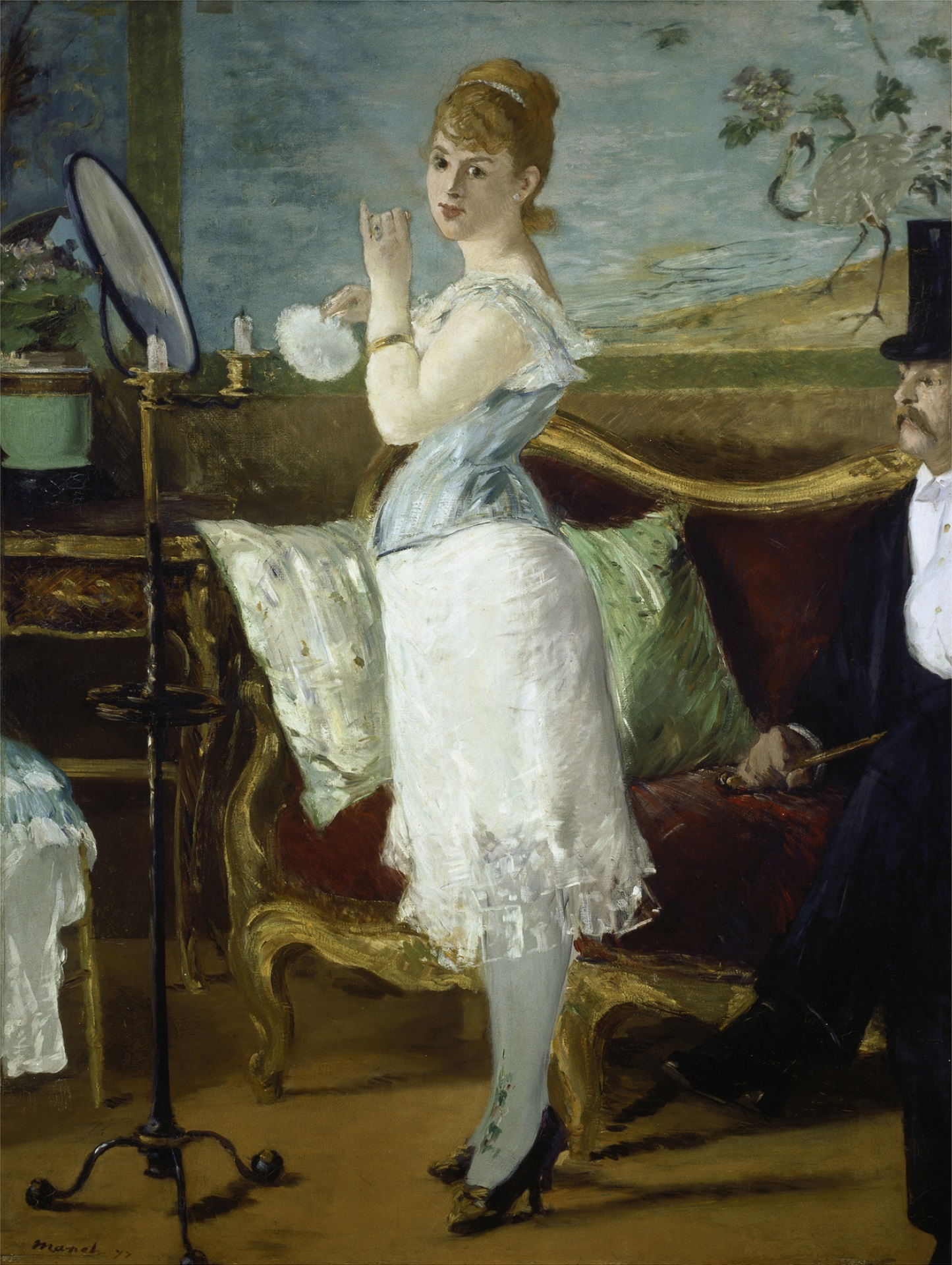
Nana, 1877, Kunsthalle Hamburg
El carrer Mosnier amb banderes, 1878, Museu J. Paul Getty, Los Angeles
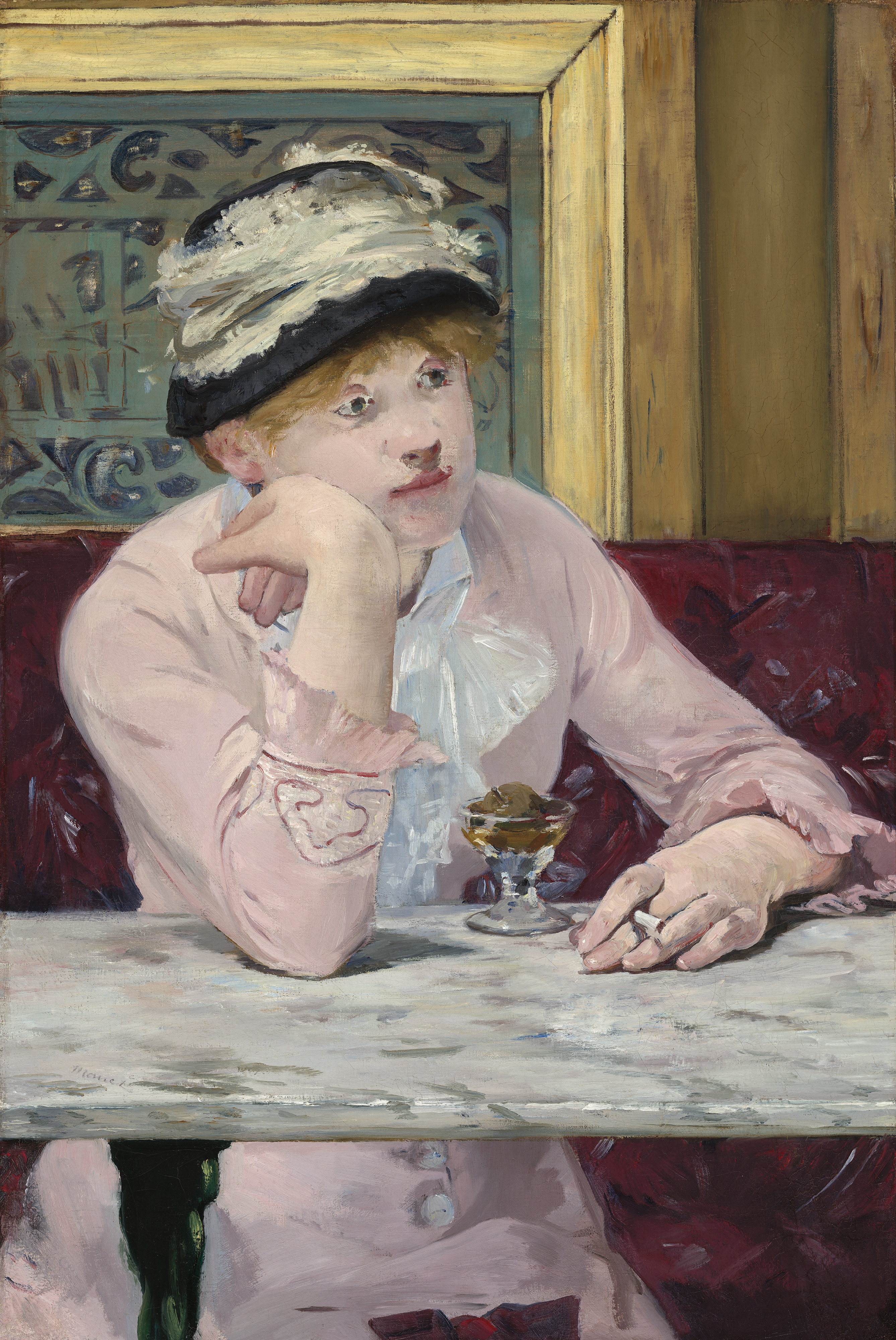
La pruna, 1878, National Gallery of Art, Washington D.C.
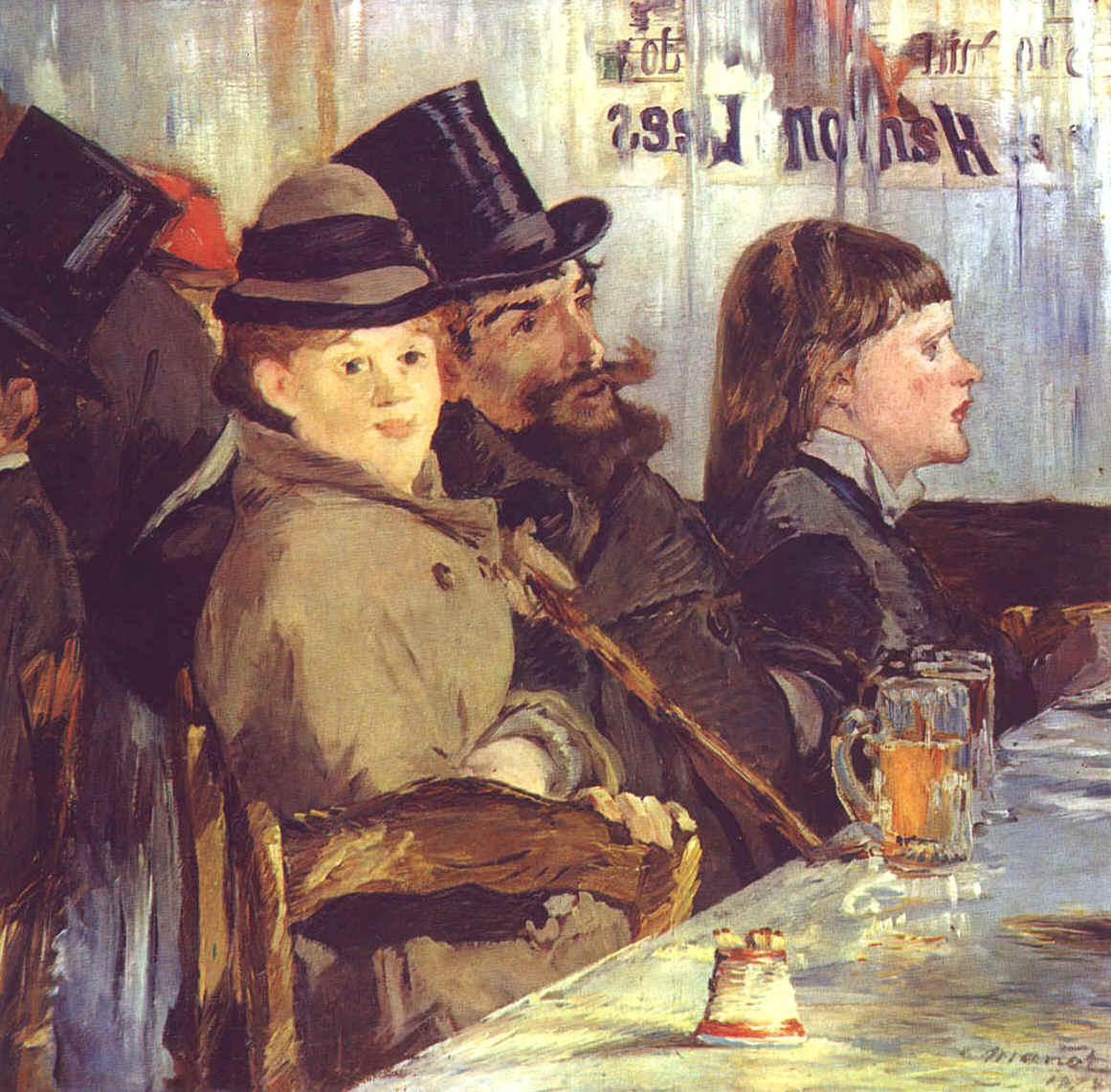
Al cafè, 1878, Sammlung Oskar Reinhart 'Am Römerholz', Winterthur
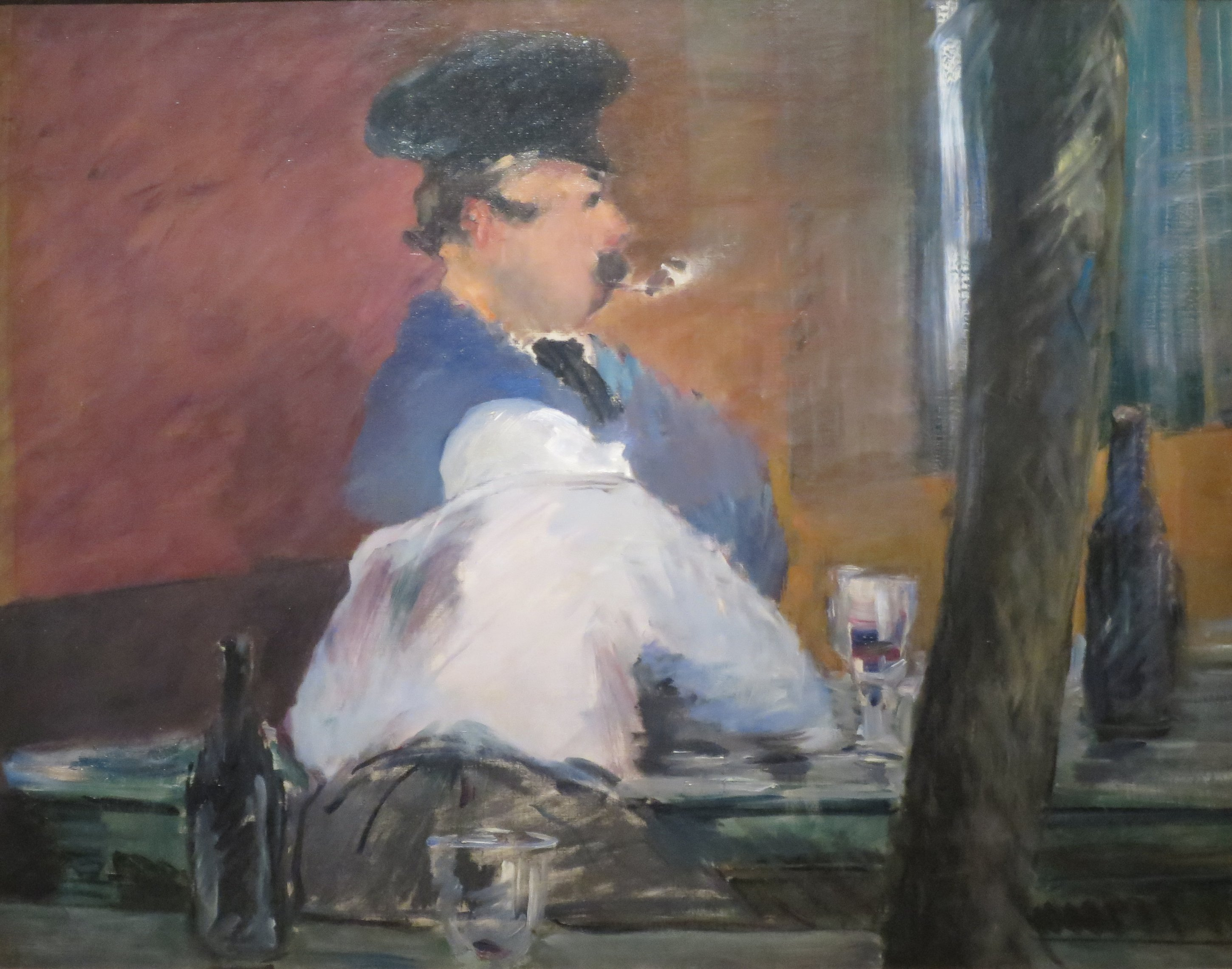
El bar, 1878–79, Museu Puixkin, Moscou
Al conservatori, 1879, Alte Nationalgalerie, Berlin
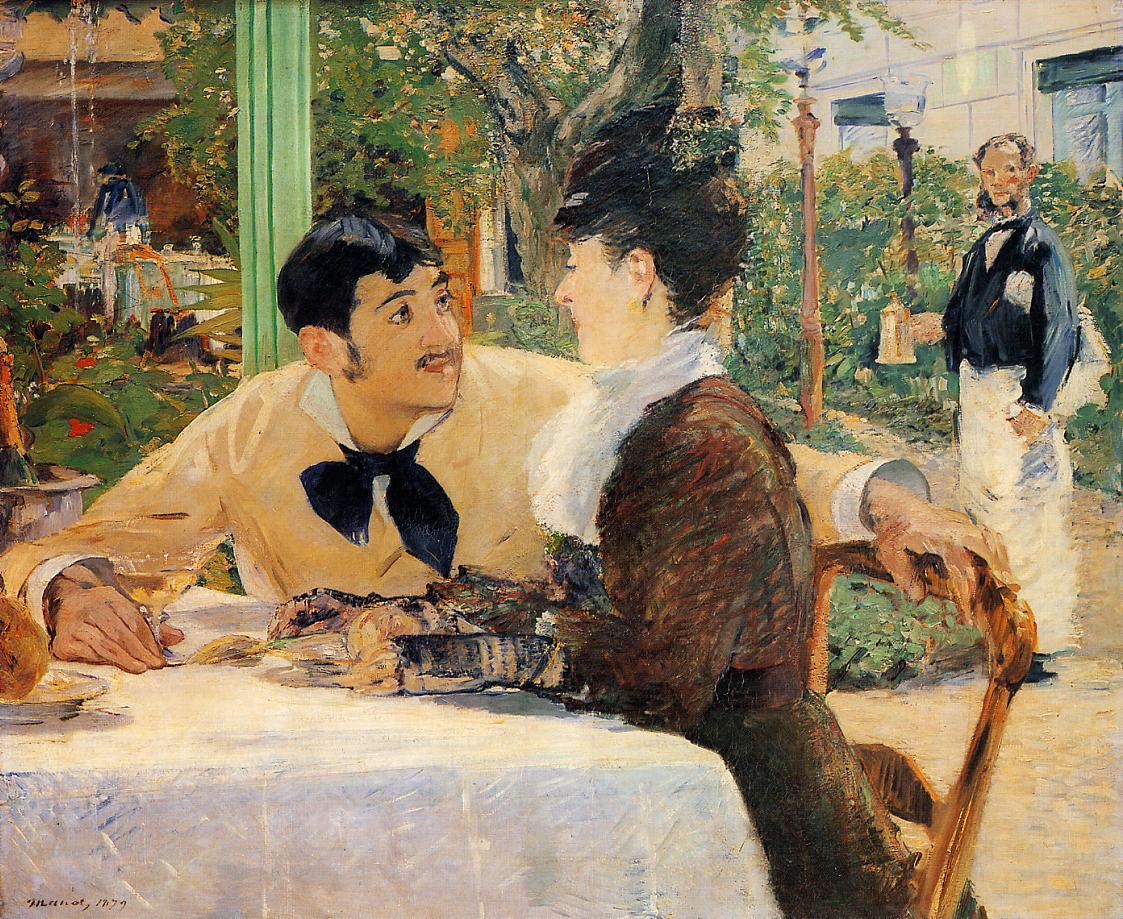
A casa del pare Lathuille, 1879, Musee des Beaux-Arts de Tournai
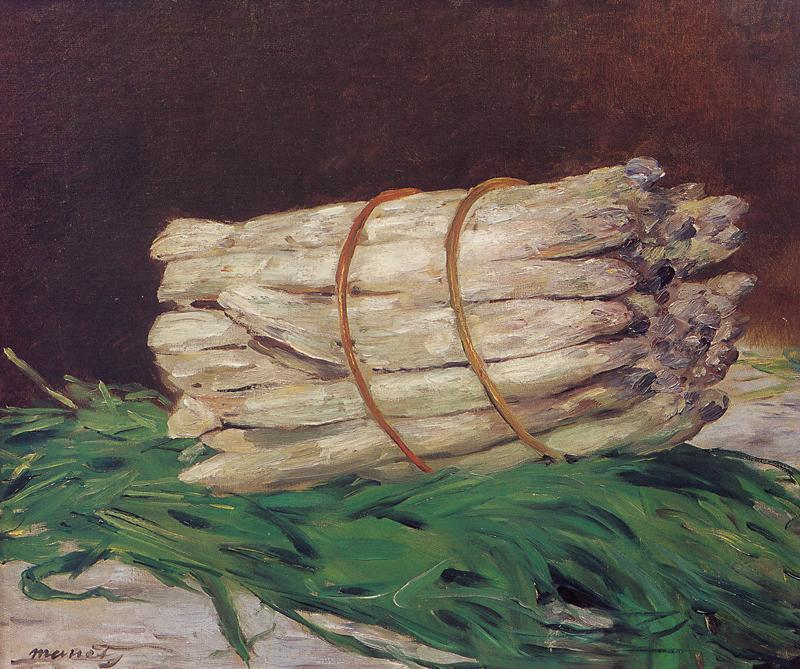
Un manat d'espàrrecs, 1880, Museu Wallraf–Richartz, Colònia
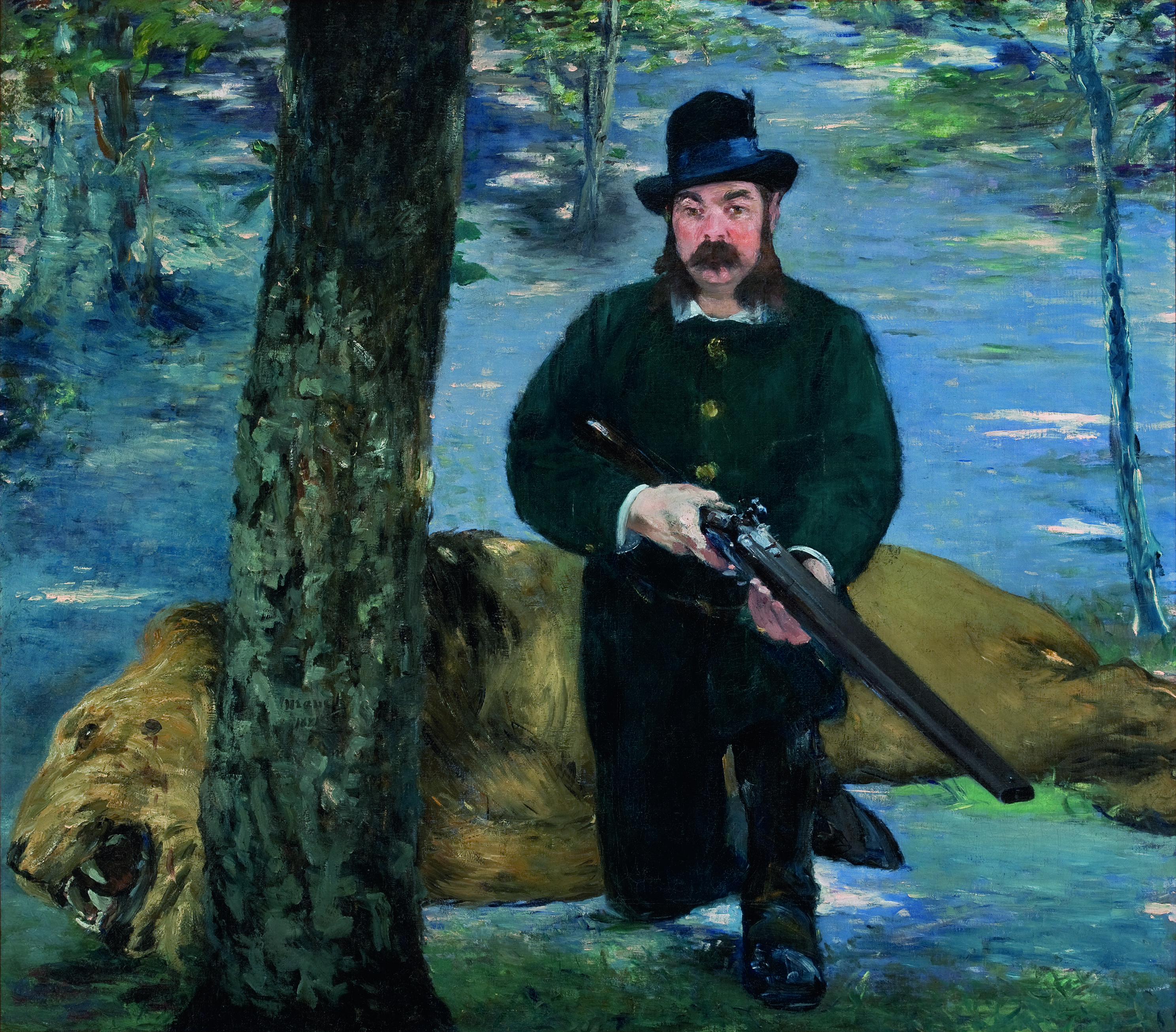
Pertuiset, el caçador de lleons, 1881, Museu d'Art de São Paulo
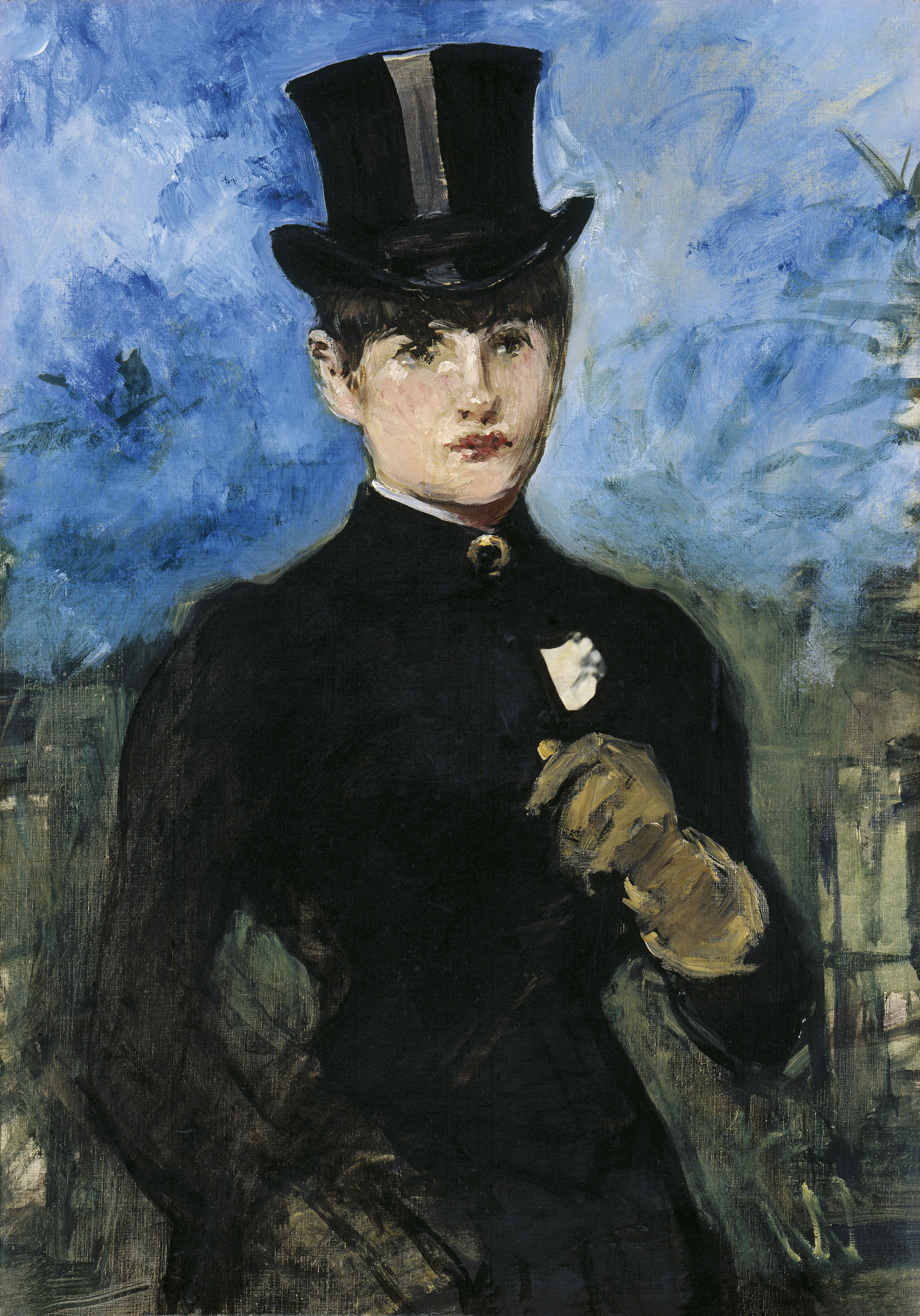
Cavallera, c. 1882, Museu Thyssen-Bornemisza, Madrid
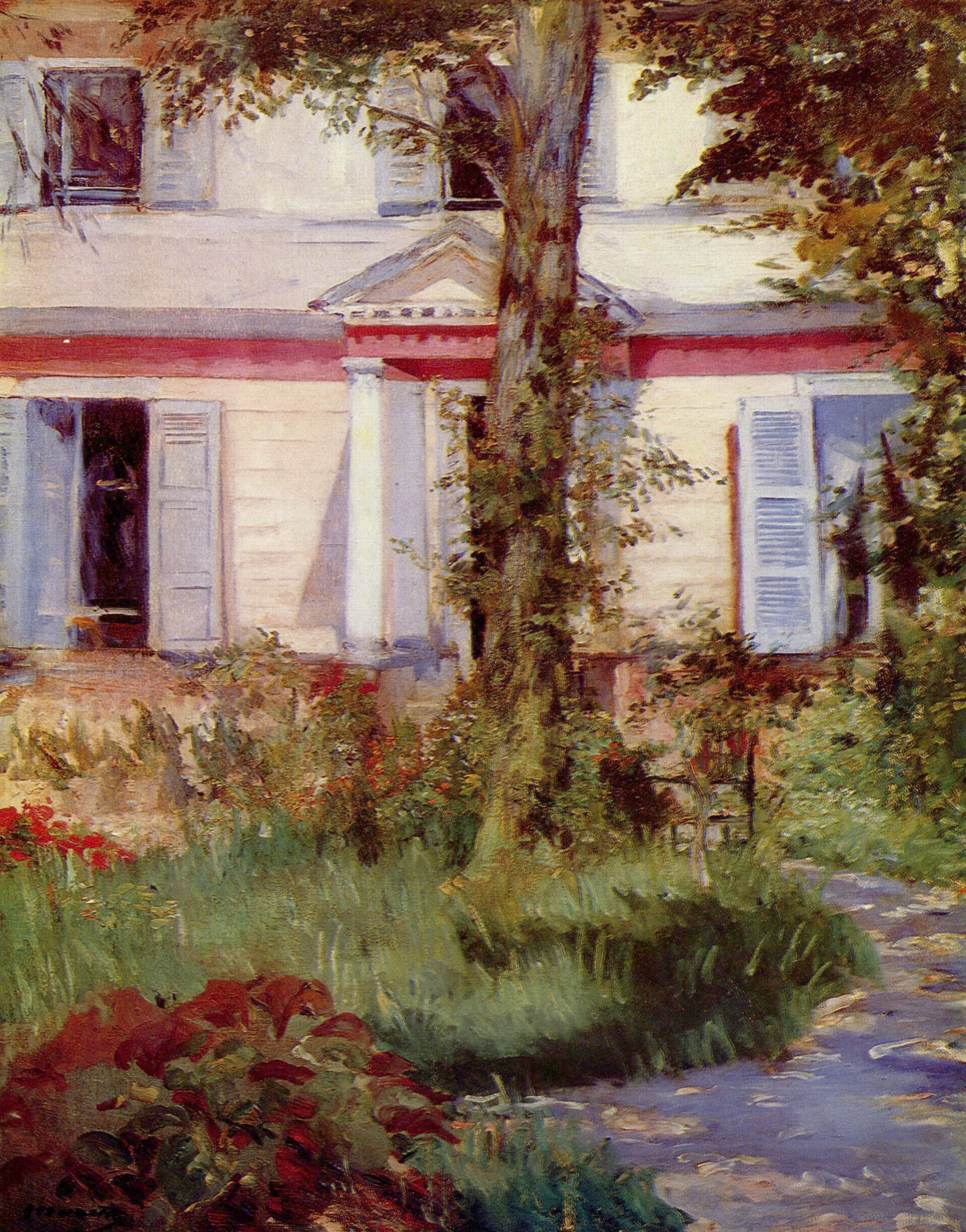
House in Rueil, 1882, National Gallery of Victoria, Melbourne
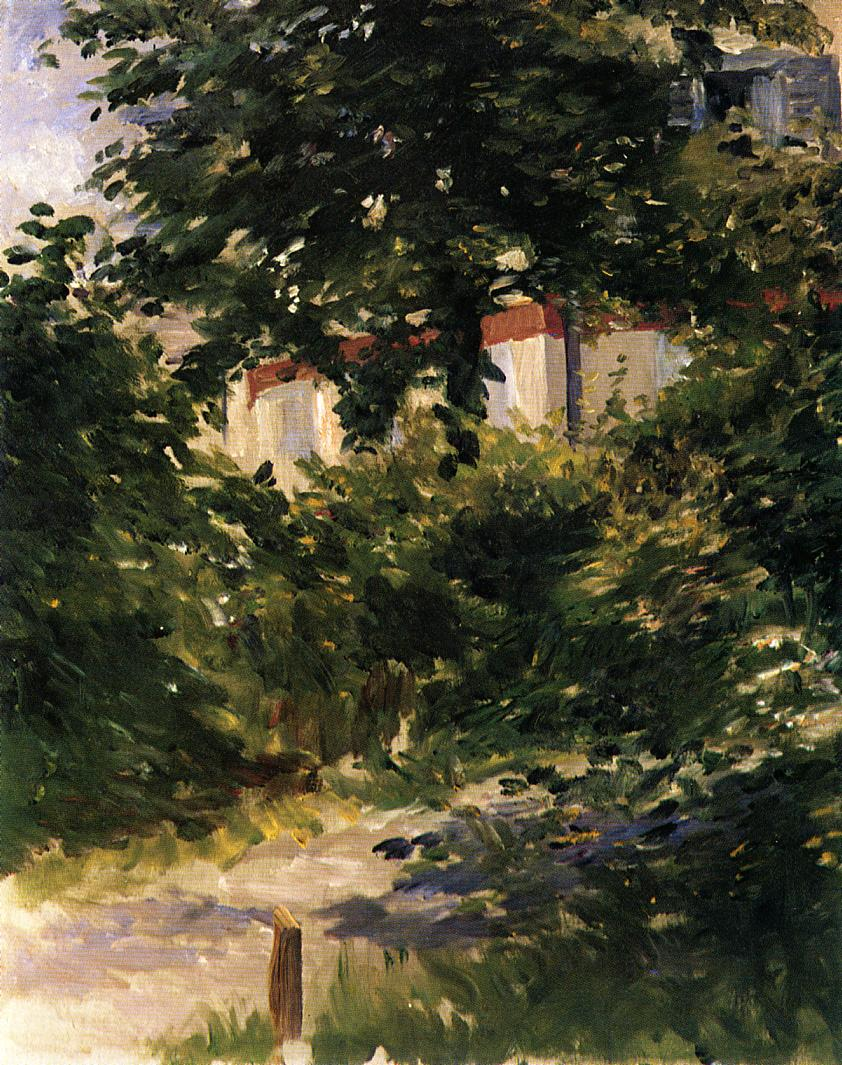
Camí del jardí a Rueil, 1882, Museu de Belles Arts de Dijon
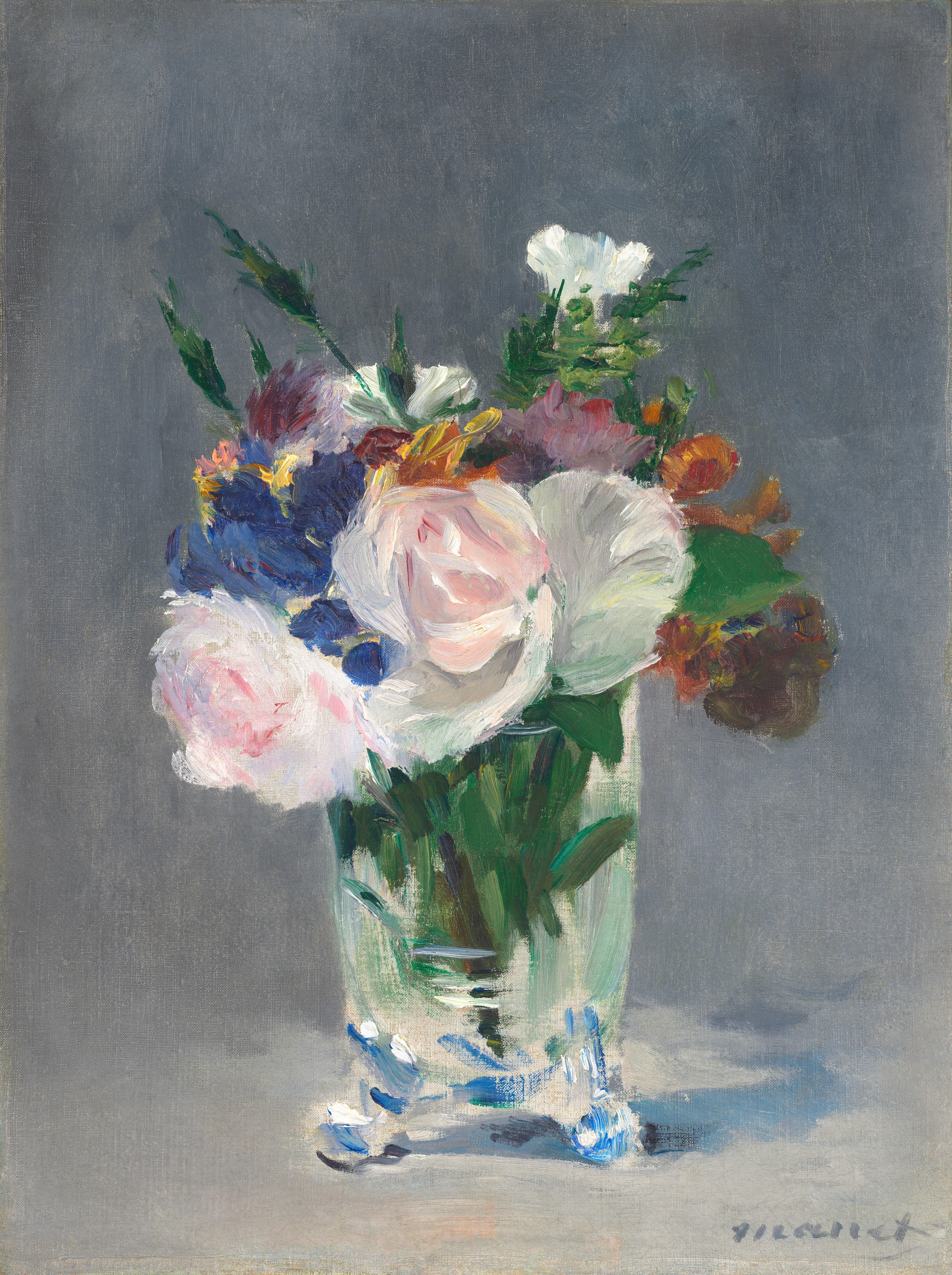
Flors en un gerro de vidre, 1882, National Gallery of Art, Washington D.C.
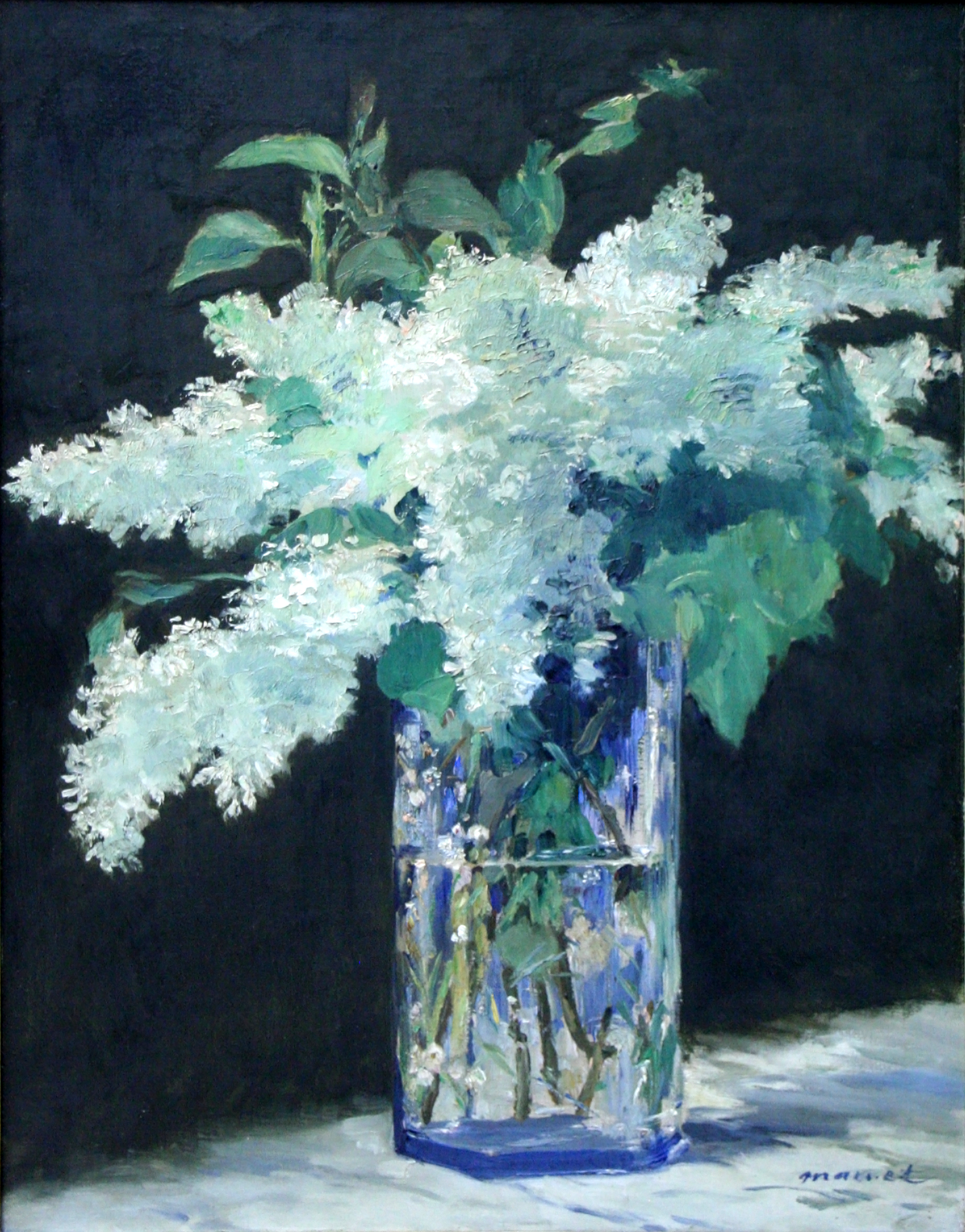
Natura morta, Ram de liles, 1883, Alte Nationalgalerie, Berlin
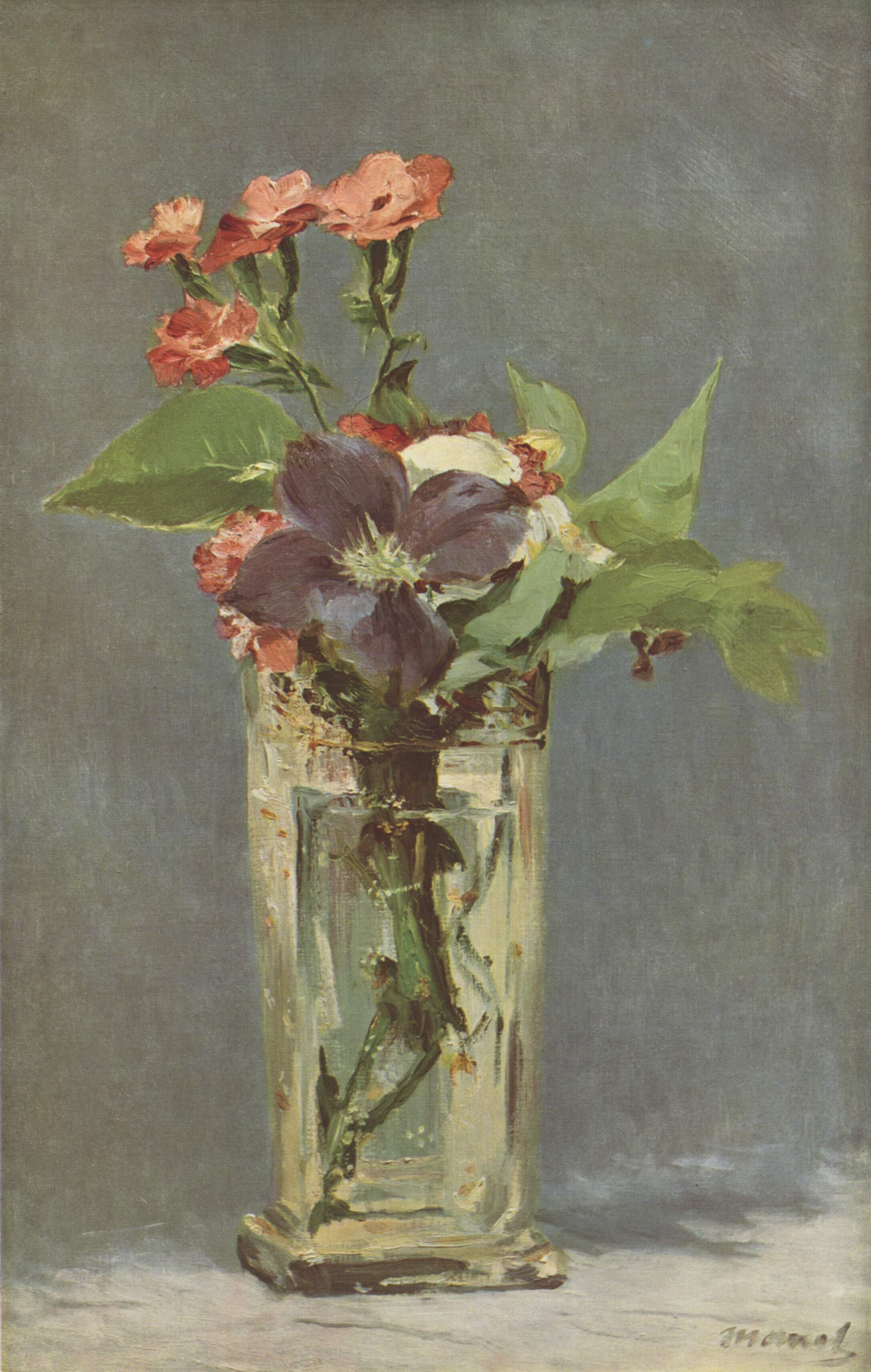
Clavells i clematis en un gerro de vidre, 1883, Museu d'Orsay, Paris
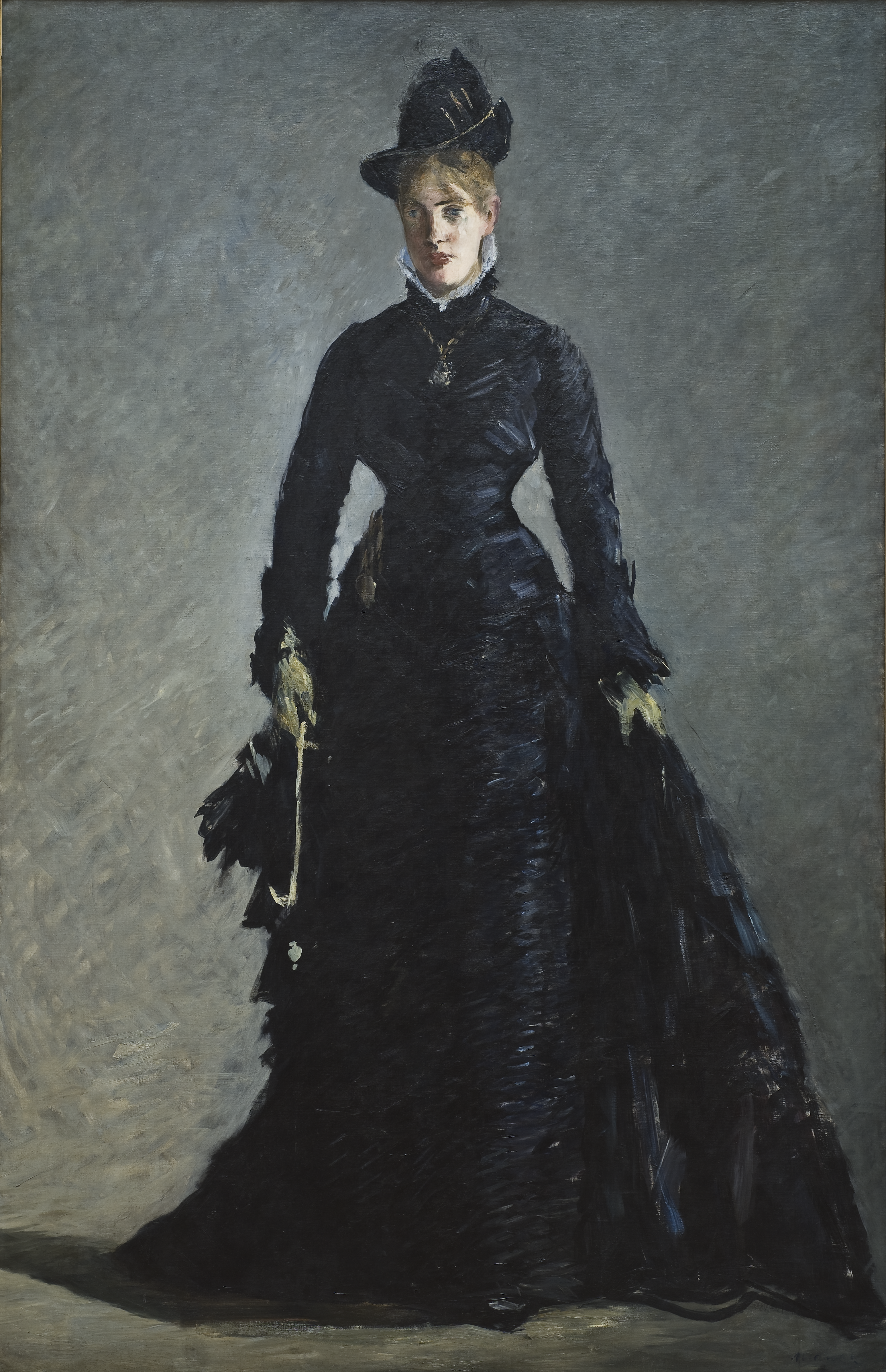
Una dama parisenca, 1883, Nationalmuseum, Estocolm